# Kanak
Pour l’article ayant un titre homophone, voir Canac.
Cet article possède des paronymes, voir Orang Kanaq et Qaanaaq.
Le peuple kanak (anciennement graphié canaque) est le peuple autochtone de Nouvelle-Calédonie, collectivité territoriale française du Pacifique Sud. Il constitue 41 % de la population totale de l'archipel, ainsi que la population majoritaire de la province Nord (72,2 %) et de la province des îles Loyauté (94,6 %).
Les Kanak s'identifient eux-mêmes comme appartenant à l'ensemble des peuples mélanésiens, lequel occupe un arc géographique allant de la Nouvelle-Guinée au nord à la Nouvelle-Calédonie au sud. Dans le contexte calédonien, le terme mélanésien est régulièrement employé comme synonyme de kanak, par opposition avec les autres composantes de la population calédonienne ‒ telles que les Caldoches d'origine européenne, ou les communautés polynésiennes ou asiatiques installées au cours des dernières générations.

## Étymologie
Le terme kanak vient de l'hawaïen kanaka signifiant « homme » au sens de « être humain », « personne ». Ce mot est lui-même issu du mot proto-polynésien *taŋata, racine qui ne se trouve pas dans les langues autochtones de Nouvelle-Calédonie. Le terme se généralisa au XIXe siècle, à l'initiative des premiers navigateurs et marchands européens, sous la graphie « canaque » en français (Kanaka en anglais) à l'ensemble de l'océan Pacifique, pour désigner plus particulièrement les populations autochtones de ce qu'on appelle traditionnellement la Mélanésie, bien que certains récits du XIXe siècle l'utilisent également à propos des Marquisiens ou des Pascuans. Toujours est-il que le terme, lié dans cette graphie à l'imagerie coloniale, prit peu à peu un sens plus ou moins péjoratif pour ne désigner que les populations autochtones de Nouvelle-Calédonie. À partir des années 1970, les autochtones se le réapproprièrent en le « re-océanisant » sous la graphie « kanak ». Le terme, aujourd'hui empreint d'une forte charge identitaire, est devenu l'un des symboles des revendications culturelles et politiques des Néo-Calédoniens autochtones.
Le chef historique de la revendication nationaliste et indépendantiste Jean-Marie Tjibaou, à travers sa pièce Kanaké écrite pour le festival Mélanésia 2000 en 1975, a joué sur l'homonymie de ce terme avec le nom du héros d'un mythe régional de l'aire paicî, « Tein Kanaké », afin, selon Mounira Chatti, maître de conférences en littérature comparée à l'université de la Nouvelle-Calédonie, « de réaliser le glissement de Kanaké, code onomastique donné au héros dans les différentes versions du récit originel, vers un nouveau Kanaké, héros national qui parle au nom de la nation kanak. L'obsession de l'unité kanak amène le futur chef de file du mouvement indépendantiste à purger le mythe d'origine de son caractère régionaliste pour « le hisser au rang d'épopée nationale » (Bensa, 1987 : 428) ». En citant Alban Bensa, Mounira Chatti souligne que « le mot kanak n'a rien à voir, « ni étymologiquement ni historiquement » (Bensa, 1987 : 428), avec le nom du héros Kanaké dont il est presque l'homonyme ».

## Graphie
L'adjectif comme le nom « kanak » sont souvent utilisés sous une forme invariable en nombre et en genre. Cela étant, l'orthographe de ce mot est récente et a fortement évolué depuis les années 1970 :
- jusque dans les années 1970, ce mot était orthographié canaque(s) ;
- vers le milieu des années 1970, avec les revendications identitaires du peuple kanak, on a vu apparaitre l'orthographe kanak[6] ;
- des années 1980 aux années 2000, l'orthographe kanak a progressivement remplacé canaque[7] ;
- durant la période dite des « événements », le gouvernement provisoire de Kanaky (GPK) présidé par Jean-Marie Tjibaou choisit, le 9 janvier 1985, la graphie « kanak invariable en genre et en nombre, quelle que soit la nature du mot, substantif, adjectif, adverbe » en remplacement de celle de canaque[8] ;
- depuis 2008, et uniquement en Nouvelle-Calédonie, le mot kanak serait devenu invariable. Dans le texte de l'accord de Nouméa[9] publié au Journal officiel en 1998, le mot kanak est invariable et uniquement en lettres minuscules. Les partisans de la graphie invariable de ce mot s'appuient sur ce texte pour généraliser l'invariabilité de kanak à la langue française. Cela étant, il n'existe aucune publication de l'ADCK ni texte paru au Journal officiel de la Nouvelle-Calédonie pour affirmer l'invariabilité de ce mot ;
- depuis 2010, uniquement en Nouvelle-Calédonie, dans la même logique identitaire, on voit apparaître la graphie Kanak, avec une majuscule à la première lettre, pour marquer qu'il s'agit du nom propre d'un peuple et non d'un nom commun.[réf. souhaitée]

Il est intégré à la langue française en lui appliquant les règles usuelles d'accord en genre et en nombre mais est également souvent utilisé de manière invariable. L'emploi de canaque reste toutefois correct et parfois utilisé dans la presse.

## Démographie
Lors du recensement de 2019, 111 856 personnes se déclaraient comme Kanak, soit 41,21 % du total des habitants du territoire (en 2009 99 078 habitants et 40,34 %, 104 958 personnes pour 39,05 % en 2014). Cette proportion monte à 47,2 % (environ 128 000 habitants, soit 4,2 points de plus qu'en 2014) en incluant ceux ayant indiqué appartenir à plusieurs communautés dont celle des Kanaks (près de 5 000 métis kanaks-européens et 3 800 kanaks-polynésiens, par exemple). À quoi on peut ajouter certains des 25 909 individus qui ont préféré se définir comme « Autres » ou « Non déclarés » et surtout comme « Calédoniens ».
Les deux cinquièmes d'entre les Kanaks, 48 071 personnes (soit 42,98 % de l'ensemble de la communauté, pour 40,08 % en 2014, 39,02 % en 2009 et contre 29,51 % en 1996) vivaient en 2019 dans le Grand Nouméa en province Sud. Cet accroissement est essentiellement venu du fait de l'important exode rural né ces vingt dernières années qui a fait venir vers la ville de nombreux jeunes Kanaks dans le but de trouver un emploi ou pour y scolariser leurs enfants. Ils intègrent notamment des habitats spontanés toutefois différents, selon de nombreux sociologues et anthropologues dont Dorothée Dussy, des bidonvilles du Tiers-Monde (les « squats » de zones non bâties), où ils reproduisent souvent le mode de vie de la tribu d'organisation sociale traditionnelle autarcique (ou bien aussi un habitat en solution individuelle avec de petites cultures horticoles vivrières personnelles). Les Mélanésiens constituaient en 2006 ainsi 63 % des 8 316 squatters (environ 5 240 personnes), et 64 % des 8 148 habitants de squat en 2008 (environ 5 215 personnes).
Toutefois, si la proportion d'urbains kanaks ne cesse d'augmenter, ceux-ci restent minoritaires comparativement à la population totale de l'agglomération nouméenne (26,36 % en 2019, 23,43 % en 2014, 23,6 % en 2009, une proportion qui apparaît stable en raison du grand nombre d'urbains mélanésiens s'étant définis comme « Métis », « Autres » ou « Calédoniens » par rapport à l'ensemble de leur communauté kanak, la part par exemple des « Autres » étant passé par exemple dans le Grand Nouméa de 6,9 % à 10,03 % entre 2009 et 2019, et celle de ceux se reconnaissant dans plusieurs communautés de 10,08 % en 2014 à 12,59 % en 2019). Cette proportion à Nouméa a donc légèrement augmenté.
En dehors du Grand Nouméa, sur la Grande Terre, la côte Est est la plus peuplée de Kanaks, avec 26 463 personnes (23,66 % de l'ensemble des Mélanésiens, contre 29,74 % en 1996, 25,68 % en 2009 et 24,63 % en 2014).
Le nombre de ceux qui habitent en Provinces Nord est de 36 013 soit 32,2 % de la communauté (contre 37,15 % des Kanaks en 1996 puis seulement 33,62 % en 2009 pour remonter légèrement à 33,9 % en 2014). Dans les îles Loyauté, il est de 17 367 individus ce qui représente 15,53 % des Kanaks (alors qu'ils étaient 20 267 soit 23,35 % en 1996, diminuant à 16 847 et 17 % en 2009 puis remontant à 17 191 mais une proportion toujours en baisse à 16,38 % en 2014). Dans ces deux dernières provinces, les Kanaks restent largement majoritaires par rapport aux autres communautés (72,16 %, soit plus des 2/3 mais 6 points de moins qu'en 1996 et 2 points de moins qu'en 2009 mais presque 2 points de plus qu'en 2014, dans le Nord, et 94,63 % aux Îles). La chute démographique par la migration semble avoir été diminuée en Province Nord par l'évolution de la zone VKP (Voh-Koné-Pouembout) et de l'usine du Nord.

### Une population jeune
La population mélanésienne est restée particulièrement jeune, même si un phénomène de vieillissement peut être observé. En 2019, un peu moins d'1/3 (32,41 %) a moins de 20 ans, alors que cette tranche d'âge touchait près de la moitié (47,2 %) de la population kanak en 1996 et presque 2/5 (38,72 %) en 2009. Cette proportion reste toutefois la plus forte parmi toutes les communautés (en comparaison, seulement un cinquième, ou 21,9 %, des Européens sont dans la même classe d'âge). Et, plus précisément, moins d'1/6 des Mélanésiens (15,63 %) ont moins de 10 ans, contre près d'un quart d'entre eux (24,7 %) en 1996 et encore presque 1/5 (18,07 %) en 2009. Les Kanaks de moins de 20 ans représentent toujours 44,31 % de la jeunesse néo-calédonienne (52,52 % en 1996 et 45,42 % en 2009), mais cette proportion baisse légèrement en raison du fait que de plus en plus de jeunes se définissent comme « métis » ou appartenant à plusieurs communautés (cette proportion passant de 12,97 % en 2009 à 17,22 % en 2019). Et les plus de 60 ans ont vu au contraire leur part augmenter : ils représentent en 2019 11,08 % des Mélanésiens pour seulement 6 % en 1996 et 8 % en 2009 (mais ils sont, comparativement, plus d'un cinquième, ou 21,8 %, chez les Européens). L'âge moyen des Mélanésiens s'établit alors à 32,1 ans (contre 25 ans 13 ans auparavant et 29 ans en 2009), et la pyramide des âges reste essentiellement triangulaire avec une base qui se rétrécit toutefois et un sommet s'élargissant.
En effet, plusieurs signes semblent avoir confirmé une chute de la natalité et un allongement de la durée de vie : cela est visible notamment dans les deux provinces où les mélanésiens sont particulièrement majoritaires, dans le Nord et les Îles. Dans la première, le taux de natalité est ainsi passé de 34,6 ‰ en 1981 à 30,1 ‰ en 1987, à 27,1 ‰ en 1993, à 24 ‰ en 1996, à 18,5 ‰ en 2003 et à 17,7 ‰ en 2012 (contre 16,6 ‰ la même année dans le Sud), l'indicateur conjoncturel de fécondité est passé de 4,1 enfants par femme en 1990 à 2,3 en 2010 et 2012, tandis que le taux de mortalité est passé de 9,3 ‰ en 1981 à 7,6 ‰ en 1989, à 6,5 ‰ en 1996, à 6,4 ‰ en 2003 et à 6 ‰ en 2012 (depuis 2002, les taux se sont stabilisés autour de 6 ‰) et le taux de mortalité infantile de 22,7 ‰ en 1981 à 14,2 ‰ en 1989, à 13,1 ‰ en 1996, à 3,7 ‰ en 2003 et à 3,6 ‰ en 2012 (contre 4 ‰ la même année dans le Sud). Aux Îles, le taux de natalité a évolué de 37,1 ‰ en 1983 à 36,4 ‰ en 1986, 33,7 ‰ en 1992, 26,7 ‰ en 1996, 19,7 ‰ en 2003 et 19 ‰ en 2012 (soit désormais un taux très proche de celui du Sud), l'indicateur conjoncturel de fécondité est tombé de 4,5 enfants par femme en 1990 à 2,8 en 2010 et 2,9 en 2012, quand la mortalité est allée de 7,9 ‰ en 1981 à 7 ‰ en 1988, 5,9 ‰ en 1996, 4,5 ‰ en 2003 avant de remonter par la suite à 8,1 ‰ en 2012 et la mortalité infantile est tombée de 13,6 ‰ en 1981 (avec des taux régulièrement supérieurs à 17 ‰ dans les années 1980) à 12,4 ‰ en 1988, 14,3 ‰ en 1996, 9,3 ‰ en 2003, 6,6 ‰ en 2011 et 3 ‰ en 2012.
Ces chiffres s'expliquent par plusieurs facteurs, globalement liés à un meilleur niveau de vie, à l'adoption d'un mode de vie plus « urbain » pour de plus en plus de Mélanésiens et à l'installation d'infrastructures sanitaires d'importance en « Brousse », comme le Centre hospitalier du Nord (CHN) disposant de deux hôpitaux, l'un à Koumac et l'autre à Poindimié. L'espérance de vie a augmenté de seulement 60,7 ans dans le Nord et de 64,7 ans dans les Îles en 1981 à respectivement 75,4 et 73,5 ans dans les deux provinces en 2012, soit à peine moins que les 77,9 ans de la Province Sud tout en ayant connu un pic à 75,9 et 74,2 ans en 2010.
| Hommes | Classe d’âge | Femmes |
| ------ | ------------ | ------ |
| 0,7    | 80 et plus   | 1,51   |
| 2,84   | 70-79        | 3,72   |
| 6,46   | 60-69        | 6,91   |
| 10,27  | 50-59        | 10,92  |
| 13,61  | 40-49        | 13,98  |
| 15,69  | 30-39        | 15,43  |
| 16,94  | 20-29        | 16,18  |
| 17,15  | 10-19        | 16,41  |
| 16,33  | 0-9          | 14,94  |

### La population vivant en tribus
En 1996, 56 542 personnes étaient domiciliées en tribu, dont 54 923 Kanaks soit moins des deux tiers de l'ensemble de la population mélanésienne de l'époque (63,3 %), chiffre à peu près identique à celui de 1989 (les Kanaks en tribu ne représentaient déjà plus que 63,7 % du total). Cette proportion descend toutefois par la suite à 51 % en 2014 (pour 61 000 Mélanésiens environ vivant en tribu) et 48 % en 2019 (revenant aux alentours de 55 000 personnes).
Les Îles Loyauté, qui n'ont jamais fait l'objet d'installation de colons blancs, restent la province où les habitants continuent le plus à vivre de manière traditionnelle, la seule où les terres coutumières couvrent la totalité du territoire (à l'exception de Wé à Lifou) et le nombre de Mélanésiens recensés auprès d'une des tribus de l'archipel, soit 19 780, représente ainsi 97,6 % des Kanaks présents dans l'archipel. De plus, 32 647 personnes déclaraient alors appartenir à l'une des tribus des Îles, qu'ils y résident ou non (la province îles, qui ne possède aucune ressource particulière permettant la mise en place d'un bassin d'emploi d'importance, à l'exception du tourisme, est la plus touchée par l'exode de ses jeunes vers la capitale territoriale), ce qui fait que, au total, les Loyaltiens représentent 37,6 % des Kanaks.
Dans le Nord, une partie des Kanaks quitte le mode de vie traditionnel pour trouver un emploi (d'ouvrier agricole, de salarié, de commerçant ou de fonctionnaire) dans les villages et chef-lieu de leurs communes, ainsi la part de mélanésiens résidant en tribu diminue : ils étaient 26 805 en 1996, soit 83,13 % du total.
Le Sud est, de loin, la province avec le moins de résidents en tribu : avec 8 338 personnes dans ce cas en 1996, ils représentent donc moins d'un quart (24,3 %) de la population mélanésienne de la province Néanmoins, le lien affectif et social avec sa tribu d'origine est tel qu'en 1996 26 223 Kanaks (30,2 % de la totalité des Mélanésiens) n'y résidant pas se déclarent encore lui appartenir et participent donc toujours aux cérémonies traditionnelles et à la solidarité clanique (partage des revenus notamment). Finalement, 5 642 Kanaks (6,5 %) ne se rattachent à aucune tribu.

### Le rééquilibrage des flux migratoires intérieurs à la Nouvelle-Calédonie
Depuis la création des provinces en 1989, une politique de rééquilibrage économique et démographique a été lancée afin de limiter la macrocéphalie du Grand Nouméa et d'arrêter les migrations de Kanaks vers le chef-lieu en les retenant sur place et en les insérant mieux dans le tissu économique et social.
L'une des priorités de cette politique fut alors de former des cadres néo-calédoniens, et en tout premier lieu kanaks : c'est le programme « 400 cadres» lancé en 1988 et auquel a succédé en 1998 le programme « Cadres avenir », qui offre des aides conséquentes pour le financement des études et aiguille l'étudiant pour trouver des stages et, à terme, obtenir un emploi, tout cela dans des secteurs porteurs de l'économie néo-calédonienne.
À la fin de l'année 2007, les deux programmes avaient permis de former 450 cadres. Le programme « 400 Cadres » a notamment permis d'obtenir le premier médecin mélanésien (le Dr Paul Qaeze, médecin généraliste), tandis que « Cadres Avenir » a fêté, en juin 2008, son millième stagiaire, et compte à son actif notamment le deuxième médecin kanak (le Dr Jacques Lalié, de Lifou, diplômé en novembre 2007 et revenu sur le territoire en 2008). Le premier avocat kanak, en Nouvelle-Calédonie, Francky Dihace, a prêté serment à Nouméa le 11 août 2016, (le barreau de Nouméa compte 112 avocats).
La directrice du Groupement d'intérêt public Marie-Laure Gibert estimait vers 2008 que la Nouvelle-Calédonie n'était qu'à « 10 % des besoins pour le rééquilibrage », tandis que certains reprochent au dispositif de favoriser l'installation définitive en Métropole des bénéficiaires (s'ils y fondent une famille durant leurs études ou s'ils y développent une première expérience professionnelle, néanmoins les chiffres ne font état que de 7 % des bénéficiaires qui ne rentrent pas sur le Territoire à la fin de leur cursus universitaire ou de leur formation, tandis que 90 % réussissent à trouver un emploi dans les trois mois qui suivent leur retour).
Plusieurs projets visant au développement économique de la province Nord ont également été lancés, notamment par la volonté de constituer des zones urbaines dans la région Voh-Koné-Pouembout sur la côte Ouest et le « Grand H » (autour de Poindimié) sur la côte Est.
Le pilier principal de ce rééquilibrage est resté une activité d'industrie minière avec la création d'une Société minière du Sud Pacifique (SMSP), contrôlée majoritaire par la Société d'investissement de la Province Nord (SOFINOR), qui s'est constitué un domaine minier au cours des années 1990 et a lancé, en 1998, le projet de l'usine du Nord dans le massif de Koniambo en partenariat avec le canadien Falconbridge puis le suisse Xstrata pour un début de production en 2011 (Koniambo est contrôlé à 51 % par la SMSP, le reste par Xstrata). Cette politique a permis de réduire quelque peu les migrations vers le Sud : si le solde migratoire de la province reste négatif, il est passé d'une perte oscillant entre 180 et 370 personnes par an entre 1996 et 2003 à seulement 75 en 2007.
La construction de nouvelles infrastructures a dans ce projet pris place: le centre hospitalier du Nord avec deux pôles hospitaliers, un à Koumac à l'Ouest et l'autre à Poindimié à l'Est, le projet d'un troisième à Koné, la route transversale Koné-Tiwaka, la création du lycée de Poindimié...
La population mélanésienne reste malgré quelques évolutions la communauté la plus touchée par l'absence d'emploi en Nouvelle-Calédonie, avec 13 638 Kanaks déclarés comme chômeurs en 2019 (soit un taux de chômage de 26,54 %, et plus des deux tiers, ou 68,71 %, de l'ensemble des chômeurs néo-calédoniens). Il y a lieu de prendre en compte dans ce nombre les personnes qui se déclarent « inactives » (zone dite « floue » du chômage compte tenu des faibles possibilités d'emploi rémunéré) à savoir les habitants des tribus qui n'exercent pas d'activité professionnelle avec transaction monétaire et se déclarent alors chômeurs, mais participent aux tâches de la tribu parmi lesquelles la polyculture vivrière traditionnelle (igname, taro), la pêche, la chasse vivrière ou l'artisanat traditionnel,. Ainsi, 7 515 chômeurs kanaks pratiquaient en 2009 une activité annexe agricole (plus des deux tiers, ou 69,49 %, de l'ensemble des chômeurs mélanésiens, ce taux étant inférieur à 10 % pour toutes les autres communautés), dont une grande majorité (6 803) dans un but de consommation personnelle et une petite minorité (712) pour la vente. De même, 6 360 chômeurs mélanésiens (58,81 %) pratiquent la pêche vivrière (5 800) ou commerciale (560).
D'autre part, les actifs occupés kanaks sont encore sous-représentés (mais en augmentation) parmi les cadres et professions intellectuelles supérieures (1 441 individus pour 3,82 % des actifs occupés kanaks en 2019, contre seulement 875 personnes et 2,9 % des actifs occupés kanaks en 2009, tandis que cette catégorie représente 11,15 % des travailleurs néo-calédoniens et 22,18 % chez les Européens, tandis que les Kanak sont passés de 9,3 % en 2009 à 11,6 % de l'ensemble des personnes s'inscrivant dans cette catégorie socioprofessionnelle en 2019), les commerçants, artisans ou chefs d'entreprise (1 890 Kanaks en 2019 contre 1 148 en 2009, soit 5,01 % des actifs occupés de cette communauté contre 3,78 % dix ans auparavant, tandis que ce taux est de 10,36 % parmi l'ensemble des actifs occupés néo-calédoniens et de 15,65 % pour les Européens, les Kanaks représentent alors 11,62 % en 2009 puis 16,36 % en 2019 de l'ensemble de cette catégorie). En revanche, ils sont surreprésentés parmi les ouvriers (11 900 en 2009 puis 13 554 Kanaks en 2019, soit entre un tiers et deux cinquièmes, ou 39,19 % en 2009 puis 35,9 % en 2019, des actifs occupés mélanésiens, et environ la moitié, ou 47,05 % en 2009 puis 50 % en 2019, des ouvriers néo-calédoniens), les employés (10 545 pour 34,73 % des actifs occupés kanaks et 37,51 % de l'ensemble de la catégorie en 2009, contre respectivement 13 017 Kanaks, 34,48 % et 40,96 % en 2019) et les agriculteurs exploitants ou pêcheurs (1 917 personnes, soit 6,3 % des actifs occupés kanaks mais les trois quarts, ou 76,68 %, des agriculteurs ou pêcheurs néo-calédoniens en 2009, puis respectivement 2 375, 6,29 % et 76 % en 2019),.

## Organisation sociale
La société kanak est organisée sur la base d'une unité sociale et spatiale particulière, le clan, et est organisée aujourd'hui dans un ensemble de cadres coutumiers hiérarchiques, pour la plupart créés après l'arrivée des Européens. Les coutumes sont presque toujours des adaptations des sociétés aux contraintes, et les coutumes kanak ne cessent d'évoluer, depuis des milliers d'années. Avant la pénétration européenne, il n'existe pas de village, et pas de tribu, mais des formes d'organisation sociale, que la notion de réseaux dessinerait mieux. La notion de clan, décalque du système écossais, est une approche explicative, historiquement indispensable, désormais insuffisante, pour des sociétés ne constituant pas un état.

### Le clan: cellule familiale traditionnelle
Un clan est un groupe humain composé de plusieurs familles ou lignages (qui ont chacun leur nom patronymique, qui se transmet de manière patrilinéaire) descendant d'un ancêtre commun, et qui vivent sur une terre que ses membres gèrent en communauté selon des rapports sociaux hiérarchiques bien définis. Néanmoins un clan peut être amené à se modifier au fil du temps en fonction de son renforcement (il peut alors accueillir de nouveaux membres) ou de son affaiblissement (certains de ses membres peuvent alors le quitter pour s'installer sur de nouvelles terres et créer de nouveaux clans), au gré des guerres et jeux de pouvoir existant entre les clans. La taille des clans aujourd'hui peut ainsi varier d'une cinquantaine à plusieurs centaines de familles.

#### Hiérarchie au sein du clan
La manifestation des relations sociales, fondé sur le respect, une gestuelle et une parole particulière, dépend d'un certain nombre d'éléments :
- le degré de parenté, créant un lien presque affectif, entre les membres d'une même famille : un individu n'aura pas la même attitude ni le même langage s'il s'adresse à son père, son frère, un beau-frère, un oncle, une tante, etc. ;
- l'âge des individus : ainsi, les plus âgés ont toujours une position privilégiée par rapport aux plus jeunes qui leur doivent un respect naturel. Ils sont notamment toujours servis en premier lors des repas, la primeur des ignames nouvelles de la récolte leur est réservée dans le cadre d'un bougna que les jeunes doivent préparer en leur honneur, ils ont la préséance dans toutes les activités et cérémonies traditionnelles ;
- le caractère « d'aîné » ou « premier né », selon un principe de « liens de parenté ascendante », de chaque individu au sein de chaque lignage, et de chaque lignage au sein du clan. Il établit une forme de primogéniture théorique, qui remonte à l'ancêtre commun du clan, souvent mythique, dont la mémoire est généralement symbolisée par le tertre fondateur du clan, ciment de la mémoire généalogique dans la terre. Ce « père » fondateur a lui-même plusieurs fils qui sont les ancêtres communs des lignages et possèdent eux aussi leurs tertres. La terre occupée par chaque lignage est en permanence occupée par les esprits des ancêtres du lignage, et toute occupation d'une nouvelle terre nécessite donc une série de rites pour chasser ces esprits. Le terme d'aîné, de second né, et ainsi de suite jusqu'au dernier né, est donné à tel ou tel lignage en fonction du rapport de force, des alliances matrimoniales qu'il finit par tisser ou des fonctions qu'il occupe au sein du clan. L'« aîné » de l'aîné de tous les lignages, selon ce rapport de force, est donc le chef du clan, avec l'appellation de « frère aîné ». Il est son représentant et son porte-parole auprès des autres clans, et est respecté par ses membres. Il anime la vie du clan et tranche les litiges qui peuvent surgir entre les membres du groupe, mais doit sans cesse jouer avec les autres « frères » des autres lignages ou ceux de sa propre famille, avec le conseil des anciens qui regroupe les aînés ou chefs de chaque groupe familial qui compose le clan (conseil du clan règle les affaires intérieures au clan et est très écouté pour tout ce qui concerne la dévolution successorale, le changement de nom patronymique, l'adoption) ainsi que les « maîtres de la terre » (fonction qui a disparu aujourd'hui avec l'interdiction des sorciers par les missionnaires religieux puis les autorités coloniales), véritables sorciers qui assurent, par leur magie, le lien à la terre et aux puissances et esprits qui l'habitent (et notamment ceux des anciens). Si le « frère aîné » faillit dans l'une de ses attributions (à la guerre, dans les palabres pour négocier des accords ou des alliances matrimoniales entre les lignages ou les clans, dans les cérémonies traditionnelles comme la sortie de terre du premier igname), il peut être remplacé et perd donc le statut d'aîné. Il arrive également que cette « déchéance » touche tout son lignage.

Traditionnellement, sur la Grande Terre et aux îles Belep et des Pins, les clans constituent, avant l'arrivée des Européens, des entités autonomes, très représentatifs de la chefferie clanique du monde mélanésien, et pouvant contrôler des espaces très larges, regroupant plusieurs villages. Les clans font partie à leur tour d'ensembles régionaux, c'est-à-dire de clans partageant des territoires particulièrement proches au point de s'imbriquer les uns aux autres, et culturels communs, avec des structures sociales communes. La hiérarchie politique y étant faiblement développée, voire totalement absente, les structures sociales sont généralement fluides et particulièrement mobiles, avec des clans qui sont dits « migrateurs », les individus ne résidant pas aux mêmes endroits dans le temps et en fonction des saisons et migrant régulièrement entre les différents clans (nécessitant à chaque fois, des cérémonies d'accueil). L'un des « pays » les plus étudiés pour l'ensemble de ces aspects fut le pays paîci, de Maurice Leenhardt à Alban Bensa et Jean-Claude Rivierre. Ce pays est alors structuré, au niveau régional, par ses relations matrimoniales entre deux groupes partageant le même ancêtre commun mythique. En revanche, d'autres régions, dont le modèle semble être le pays Hoot Ma Waap, voient leurs relations entre clans conditionnées par la présence de deux sociétés locales distinctes en fonction d'un rapport d'ancienneté entre la première société qui, selon l'histoire orale, se serait installée sur le territoire, et les suivantes (dans le pays Hoot Ma Waap, les Hoot seraient ainsi les premiers, et les Waap les seconds).
Néanmoins, l'organisation clanique est légèrement différente aux Îles Loyauté : là, déjà avant l'arrivée des Européens, les clans sont généralement fédérés au sein d'une entité plus large organisée sur le plan politique, des « grandes chefferies » ou districts coutumiers qui s'apparentent déjà plus au système de la royauté polynésienne. Cette particularité est certainement due aux importantes migrations polynésiennes qu'ont connues les Loyauté par le passé, comme en témoigne la présence à Ouvéa d'une langue polynésienne, le faga uvea. On voit alors apparaître une hiérarchisation et une spécialisation des clans en fonction des attributions qui leur sont confiées au sein de la grande chefferie : il existe ainsi des clans des propriétaires fonciers, de la mer (regroupant les pêcheurs), de la magie, guerrier, notamment. Le grand chef symbolise le district et assure la cohésion sociale et à ce titre, il est respecté et adulé par la population du district. Il est la référence, le chef des hommes et de la terre et tranche en dernier ressort les litiges, tandis que les chefs de clan lui doivent obéissance et respect.
L'organisation clanique repose également sur une forte différenciation sexuelle : les hommes exercent les responsabilités sociales et publiques, comme la conclusion des alliances, la gestion des relations sociales et de la vie publique, et doivent s'assurer de la pérennité sociale du clan. Ils sont au service de la communauté et pris en charge par elle, et s'assure de l'approvisionnement en ressources alimentaires et vitales de la communauté, dont la responsabilité de la culture de l’igname, objet d’échanges sociaux coutumiers. Les jeunes, après l'adolescence, sont placés dans un endroit distinct où ils vivent en commun pour recevoir une éducation aux responsabilités sociales et claniques. Les femmes, quant à elles, sont responsables de tout ce qui se rapporte à la vie et à l’intimité familiale comme les travaux quotidiens et ménagers du foyer et de l’intendance familiale, ou encore la reproduction des membres du clan. Si tous travaillent aux travaux des champs, les hommes et les femmes y ont des rôles bien différenciés.

#### Les relations matrimoniales
Les pratiques matrimoniales kanak n'ont fait l'état d'aucune étude générale mais plutôt d'approches régionales, tant les pratiques diffèrent d'un pays traditionnel à l'autre, et même au sein d'une même aire. L'un des systèmes les plus étudiés par les ethnologues, et souvent généralisé (à tort) par les précurseurs de la discipline en Nouvelle-Calédonie (notamment Maurice Leenhardt), est celui dit de « dualisme matrimonial » ou de « dualisme exogame » de « Dui ma Bai » (« Dui avec Bai »), dans le pays paîci. Celui-ci compterait une dizaine de clans (onze selon Alban Bensa et Jean-Claude Rivierre) répartis entre deux groupes non localisés, les Dui et les Bai, descendant des deux fils du premier homme, toujours selon le modèle de représentation généalogique par « liens de parenté ascendante » de l'individu, de la famille, du lignage, des clans et des ancêtres du premier homme.
Les mariages se font, selon ce modèle, par « cousins croisés », un homme Dui épousant une femme Bai, et inversement. Techniquement, n'importe quel homme issu de n'importe quel lignage de n'importe quel clan d'une moitié peut épouser une femme de n'importe quelle famille de n'importe quel clan de l'autre partie, mais il existe en réalité un certain nombre de préférences, d'obligations et d'interdits sociaux relevant tout à la fois de la représentation et de la théorie que de la réalité et de la pratique :
- la préférence semble être donnée avant tout aux cousins directs, ou cousins germains, le père d'un fils cherchant pour celui-ci une épouse parmi les filles d'un des frères de son épouse. Si une telle union n'est pas possible, si aucune des nièces de sa femme n'est disponible, il cherche parmi les « lignages frères » de celui de sa femme, dont les membres masculins sont tous des « oncles » de son fils. Et ainsi de suite ;
- l'obligation de pratiquer l'isogamie, c'est-à-dire l'union, entre les deux moitiés, d'individus issus de même « classes matrimoniales », du même rang social ;
- la constitution de véritables « phratries » ou rapprochement entre lignées qui n'ont toutefois pas d'origine commune, mais pour des raisons d'ordre historique (parce que les membres de ces deux lignées ont un moment donné combattu ensemble un ennemi commun, partagé le même habitat, cheminé ensemble ou tout simplement en raison d'un service rendu), qui fait s'allier des lignées en dehors des limites du clan et même des limites des moitiés. L'union va ainsi être favorisé avec un individu issu d'un autre lignage lié dans l'autre moitié par une phratrie à son propre lignage ou à celui de sa femme ;
- de même qu'il existe des alliances historiques qui favorisent les unions matrimoniales, il existe des lignages « ennemis » frappés d'un interdit de mariage, généralement parce que, lors d'une guerre, des morts des deux lignages en question ont été mis en contact, donnant lieu à un « mélange des sangs » qui rend impossible tout mariage qui doit se faire entre « sangs différents » (même si, dans les faits, la pratique de ce dualisme rend la consanguinité inévitable). Ces phratries et ces interdits évoluent toutefois avec le temps.

De là, toute l'organisation sociale et les pratiques culturelles sont conditionnées selon ce dualisme, avec les cérémonies du cycle de vie qui mettent sans cesse face à face, du moins en théorie, une partie cérémonielle Dui et une partie cérémonielle Bai.
Selon Isabelle Leblic, 50 % des alliances du pays paîci recensées respectent ce principe, 22 % se font au sein exclusivement d'une des deux moitiés et 16 % se font hors système (avec une personne extérieure à l'aire paîci), dont à 61 % pour des Bai et à 39 % pour les Dui. Le respect de ce système tend notamment à s'estomper aux marges géographiques du pays. Les 12 % restants sont indéterminés. Jean Guiart, quant à lui, a distingué, au sein même du pays, des zones binaires suivant le modèle Dui-Bai, et d'autres ternaires Dui-Bai-Görötu, ce troisième groupe pouvant être représenté notamment dans le sud de l'aire par le clan dit « Wêkumè » que Guiart ne fait appartenir ni aux Dui ni aux Bai, et même si Isabelle Leblic fait état dans ces recensements du clan « Vêkumè » de membres s'affiliant majoritairement aux Bai.
Ce dualisme exogame du système paîci, en partie remis en question par les ethnologues d'aujourd'hui sur son caractère systématique, est le seul aujourd'hui recensé en Nouvelle-Calédonie même si, toujours selon Isabelle Leblic, deux moitiés exogames semblent également avoir existé dans l'aire Ajië avec les Wêbwa (ou Wexuban) et les Wêmé ou (Wexumé).
Toujours selon les travaux d'Isabelle Leblic, l'enfant du système Paîci appartient automatiquement au clan et à la moitié du père, ce qui ne semble pas avoir été le cas partout. L'héritage donné par les deux parents et la représentation des ascendants est en revanche pratiquement commun à l'ensemble du Territoire : les parents paternels transmet ainsi à ses enfants le nom de lignage, des droits sur des terres et la puissance des ancêtres, symbolisés ou matérialisés par un totem ou tee, tandis que le lignage maternel, utérin, lui transmet le sang et la vie et est responsable de la bonne croissance et de la force de sa descendance utérine. Il faut y ajouter le lignage de la grand-mère maternelle, des « maternels au second degré » souvent désignés l’expression « mäjoro pwëtù » qui peut être traduit par « le pied de fougère qui envoie des rejets au loin ». L'adoption coutumière est aussi beaucoup pratiquée : il s'agit d'un don de l'enfant au clan des oncles maternels, il change alors de nom et fait donc pleinement partie de sa nouvelle lignée et de son nouveau clan. L'adoption est ainsi souvent pratiquée comme contre-don à une alliance qui aurait créé un déséquilibre entre les deux clans, celui du père et celui de la mère. L'adoption « perpétue ainsi des noms, des sous-clans, des relations anciennes, et permettent donc d'assurer le fonctionnement d la société et de ses échanges cérémoniels » (Monnerie 2005 : 55).
L'article de Christine Salomon Hommes et femmes, Harmonie d'ensemble ou antagonisme sourd ? (2000) s'attache à démontrer l'importance de la question du genre sur le sujet.

### Tribus, districts et aires coutumières
L'organisation administrative coutumière actuelle est définie sur la base de l'arrêté du 24 décembre 1867 et est intégrée à l'organisation coloniale de la Nouvelle-Calédonie. Cet arrêté regroupe les clans en tribus ou chefferies, sur la base du modèle des Loyauté, et donne une reconnaissance administrative à l'organisation kanak en « villages », sous la forme d'une « agrégation légale ayant des attributs de propriété et organisée sous la seule forme qui fut et qui soit propre encore à l’état de la population indigène ». Les «tribus», terme colonial et contesté, possèdent alors de manière indivise les terres réservées aux peuples kanak par le code de l'indigénat. Elles sont devenues aujourd'hui le cadre de vie des Mélanésiens, le terme de tribu désignant aussi la zone d'habitations plus ou moins regroupées où ses membres vivent. Elle reproduit le schéma de l'organisation du clan, avec à sa tête un « chef » (désigné parmi les chefs de clan par le conseil des anciens) et un conseil. Lorsque la tribu n'est en vérité constituée que d'un seul clan, alors le chef tribal est le « frère aîné » du clan et son « conseil des anciens » devient l'assemblée de la tribu. Une délibération du 10 décembre 1981 a décidé que, dans toute tribu où pourrait se constituer un conseil de chefs de clan (et donc comportant plus de deux clans), celui-ci se substituerait au conseil des anciens en place. Il y a aujourd'hui 341 «tribus» dont : 203 en province Nord, 87 dans les îles Loyauté et 51 dans le Sud. La tribu la plus peuplée en 1996 (en termes de personnes se revendiquant comme appartenant à cette tribu mais n'y résidant pas forcément) est celle de Drueulu dans le district de Gaitcha sur Lifou (1 210 personnes y appartenant, 642 y résidant), et la moins importante est celle de Ouen-Kout à Hienghène (avec seulement quatre personnes).
Les « tribus » ont de plus été regroupées, par un autre arrêté de 1898, en districts coutumiers, ou grandes chefferies. Elles ont à leur tête un grand-chef, au départ nommé par le gouverneur puis désigné par le conseil de district parmi les chefs de tribu ou, s'il s'agit d'un district ne comportant qu'une seule tribu, le chef de cette dernière est obligatoirement grand-chef. Les districts peuvent également avoir, mais pas obligatoirement (notamment s'ils ne comportent qu'une seule tribu) un conseil de district qui regroupe les chefs de tribu. Toutes les tribus ne font toutefois pas partie d'un district : on compte ainsi aujourd'hui 14 tribus dites « indépendantes ». Il existe 57 districts coutumiers, dont 28 dans la province Nord, 16 aux îles Loyauté et 13 en province Sud. Ils peuvent comporter d'une seule (les districts d'Eni, Medu et Wabao à Maré, d'Imone et Takedji à Ouvéa, de l'île Ouen au Mont-Dore et de Goro, Touaourou et Unia à Yaté) à 17 tribus (le district du Wet à Lifou).
Les aires coutumières ont été créées plus tardivement, sous le nom de « pays » par le statut dit Lemoine mis en place par la loi du 6 septembre 1984. Ces six pays, dotés chacun d'une assemblée de pays comportés 24 représentants de la coutume et 24 représentants des communes, sont appelés Hoot Waap (Belep, Poum, Ouégoa, Kaala-Gomen, Voh, Koumac, Pouébo et Hienghène), Paci Camuki (Ponérihouen, Poindimié, Touho, Koné et Pouembout), Ajié Aro (Houaïlou, Moindou, Poya et Bourail), Téi Araju (Farino, Sarraméa, La Foa, Boulouparis, Thio et Canala), Dumbéa (Île des Pins, Yaté, Mont-Dore, Dumbéa, Païta et Nouméa) et des Loyauté (Maré, Lifou et Ouvéa). Ils sont transformés par le statut Pons II de 1988 en neuf « aires culturelles » qui reprennent les territoires des précédents pays, à l'exception du pays des Loyauté qui est scindé en quatre aires : Drehu (Lifou), Nengone (Maré) et Iaai (Ouvéa) et Faga Uvéa (Ouvéa également), et qui envoient des représentants à l'assemblée consultative coutumière. Les huit Aires coutumières actuelles sont créées par les accords de Matignon et la loi référendaire du 9 novembre 1988. Elles ont à leur tête un conseil d'aire qui désigne en son sein un président, tandis que les règles de désignation et les mandats sont définis par chacune des aires, bien que les grands chefs de districts présents dans l'aire soient membres de droit de ce conseil. Et chaque aire envoie deux représentants au Conseil consultatif coutumier qui a été transformé par la loi organique de 1999 en un Sénat coutumier. La délimitation des aires ne repose cependant pas sur les districts coutumiers, mais sur les communes et les provinces. Ainsi, la commune de Poya, ne comprend qu'un seul district, celui de Muéo, mais son territoire est divisé entre deux provinces (Sud et Nord) et donc entre deux aires (Paici-Camuki et Ajië-Aro). Pourtant, deux aires coutumières ont un territoire à cheval sur deux provinces (le Nord et le Sud), en suivant la délimitation des communes : Ajië-Aro et Xaracuu. Les huit aires sont, du nord au sud de la Grande Terre puis aux Îles Loyauté :
- Hoot ma Waap : la plus étendue géographiquement, elle correspond à l'extrémité nord de la Grande-Terre et aux îles Belep. Elle comprend les communes de Belep, Hienghène, Kaala-Gomen, Koumac, Ouégoa, Pouébo, Poum et Voh. Les 11 langues et dialectes kanak du groupe nord y sont parlés, mais aucun ne dépasse les 2 000 locuteurs ;
- Paici-Camuki : aire située en Province Nord sur la Grande Terre entre les aires Hoot ma Waap au nord et Ajië-Aro au sud. Elle s'étend sur les communes de Koné, Poindimié, Ponérihouen, Pouembout, Touho et sur deux des six tribus de Poya. Elle tire son nom des deux langues kanak qui y sont parlées et qui appartiennent toutes deux au groupe du Centre: le paicî, parlé par près de 5 500 locuteurs sur la commune de Poindimié surtout et l'une des quatre langues kanak ouvertes à l'enseignement, et le cèmuhî ou camuki utilisé par un peu plus de 2 000 personnes à Touho ;
- Ajië-Aro : centre de la Grande Terre, à cheval sur les provinces Nord et Sud, comprend les communes de Bourail, Houaïlou, Moindou et de quatre tribus sur les six de Poya. Les langues kanak qui y sont parlées appartiennent au groupe centre, mais aucune ne dépasse les 600 locuteurs, à l'exception de l'ajië parlé à Houaïlou par plus de 4 000 personnes (c'est l'une des quatre langues ouvertes à l'enseignement) ;
- Xaracuu : aire située essentiellement en province Sud mais aussi un peu en province Nord, entre les aires d'Ajië-Aro au nord et de Djubéa-Kaponé au sud, elle s'étend sur les communes de Boulouparis, Canala, Farino (qui ne contient aucune tribu), Kouaoua, La Foa, Sarraméa et Thio. Elle tire son nom de la principale langue kanak parlée dans cette aire, le xârâcùù, parlé par près de 3 800 personnes surtout à Canala. Les deux autres langues ne dépassent pas les 600 locuteurs ;
- Djubéa-Kaponé : elle correspond à l'extrémité sud de la Grande-Terre et à l'île des Pins, et comprend les communes de Nouméa, même si le chef-lieu du Territoire ne contient aucune tribu, de Dumbéa, Païta, du Mont-Dore, de Yaté et de l'île des Pins. Toutes les langues kanak du groupe sud y sont parlées, dont la principale est le numèè parlée à Yaté, île des Pins et île Ouen par moins de 2 000 personnes ;
- Iaai: l'île d'Ouvéa dans les Îles Loyauté. Elle donne son nom à la langue mélanésienne parlée par un peu plus de 1 500 locuteurs sur cet atoll. L'autre langue parlée, le fagauvea, est une langue polynésienne encore utilisée par environ 1 000 personnes ;
- Drehu : correspond à Lifou et à Tiga dans les Îles Loyauté, désigne ainsi à la fois l'aire coutumière, le nom mélanésien de l'île et de ses habitants ainsi que la langue parlée par ceux-ci, de loin la plus répandue en nombre de locuteurs (plus de 11 000) de toutes les langues kanak (l'une des quatre langues ouvertes à l'enseignement) ;
- Nengone : l'île de Maré dans les Îles Loyauté, le nengone désignant à la fois l'île, ses habitants et la langue kanak parlée par ceux-ci (plus de 6 000 locuteurs, c'est l'une des quatre langues mélanésiennes ouvertes à l'enseignement).

### Statut civil et terres coutumiers
Le droit des Kanak de jouir de leur statut civil coutumier et de la propriété coutumière est reconnu par l'article 75 de la Constitution et défini par le titre Ier de la loi organique du 19 mars 1999. Celui concerne surtout les affaires familiales, de successions ou de gestion des biens coutumiers et s'applique entre deux personnes de statut coutumier (lorsqu'une des deux personnes est de statut civil commun, c'est le code civil qui s'applique).

### Guerres kanak
L'histoire pré-européenne reste mal connue faute de documents écrits. L'absence de sites de fortification (sauf à Maré) suggère la rareté des guerres d'envergure entre clans ou tribus (possiblement grâce au système coutumier mélanésien d'échanges et de compensations) mais des migrations de populations ont existé, qui ont provoqué des troubles et laissé des traces dans la tradition orale, ce qui suggère des tensions locales et des escarmouches.

## Culture kanak

### Monnaie kanak
Dans les cultures kanak, une monnaie est un objet précieux utilisé dans le cadre de cérémonies où il est donné ou échangé. Le principe s'apparente à celui de la kula de Nouvelle-Guinée.

### Religion
Le socle commun des valeurs kanak (2013 et 2014) rappelle que la spiritualité kanak s'appuie sur deux piliers, l'esprit de l'ancêtre et les valeurs chrétiennes, adoptées progressivement.
Maurice Leenhardt était plus mesuré. Quand on lui demandait combien d'individus il avait convertis au christianisme (protestant) en presque vingt ans, il répondait : « Peut-être un ! ». C'était signaler la prégnance des croyances traditionnelles.

« Que représente donc le christianisme kanak ? […] Doit-on penser que le christianisme était assimilé aux mythes anciens, venant ajouter une couche nouvelle de symboles, et de ce fait ne faisait pas réellement objet de croyances, d'une façon ou d'une autre ? Les mythes anciens ne constituent pas des textes inamovibles, ils varient selon le lieu, selon le récitant et selon le moment de leur énoncé. On croit à sa version du mythe, pas à celle du voisin, si du moins on croit, puisqu'il s'agit dans chaque cas individuel d'un système complexe de symboles entre-croisés recouvrant des comportements publics et privés, où la croyance n'est peut-être pas le facteur déterminant. […] Il y aurait beaucoup à dire des relations complexes entre le peuple chrétien canaque et ses pasteurs européens, dans l'ensemble du Pacifique d'ailleurs. La société et la religion traditionnelle étaient devenues souterraines. Tous étaient complices pour le cacher. […] La réalité de la conversion était une forme de mouvement prophétique , à la recherche d'une situation nouvelle où l'insulaire gagnerait le respect du blanc du fait de sa christianisation, et serait en même temps protégé contre les abus de la colonisation. »

— Jean Guiart, Agir à contre-emploi, 2013, p. 190-191

#### Respect des morts
Les rites funéraires ont une grande importance dans la vie coutumière kanak, la mort étant considérée comme une étape de la vie, marquant la séparation du corps (qui retourne à la terre pour la nourrir) et de l'esprit (qui rejoint ceux de ses ancêtres), selon un syncrétisme chrétien et animiste,.
Une dizaine de sites répertoriés, en Grande-Terre et aux Îles Loyautés, étaient utilisés pour honorer les corps momifiés des chefs. Le cas des momies Faténaoué/Hwatenewe (Voh) est bien renseigné,.
L'ensevelissement traditionnel du défunt varie régionalement : corps accroupi ficelé dans une natte (avec deux anses), exposition au sol, transport sur perche par deux porteurs, ensevelissement (sauf la tête), port de masque(s) s'il s'agit d'un notable, rite de capture de l'esprit du mort dans une pierre, rite du jado (razzia des clans maternels). Longtemps après, les avi dispersent les ossements. Le crâne est nettoyé et placé sur un autel avec les autres crânes des ancêtres.
La période de deuil voit se succéder, sur plusieurs semaines (voire une année), une série de gestes coutumiers entre les clans paternels et maternels du défunt.
Le retour des restes d'Ataï (mort en 1878) et d'Andja, en 2014, ont été un élément important de la reconnaissance mémorielle de la grande révolte kanak de 1878 et de sa répression.

#### Pierres sacrées
Les pierres sacrées, ou pierres à magie, étaient traditionnellement utilisées à des fins spécialisées. Matérialisant l'esprit des défunts et invoquant leurs forces, elles servaient à favoriser la culture de l'igname, du taro, la pêche, la bonne issue d'une guerre, etc.
La forme des pierres à magie rappelait souvent leur thématique ; une forme de tête de poisson pour la pêche par exemple.
Les rituels de fertilité avec « pierres de fertilité » sont d'usage en horticulture.

### L'igname dans la société kanak
Cette section devrait être déplacée dans l'article Agricultures kanak.
Pour plus d’informations, se reporter en page de discussion. (mai 2024)
L'alimentation kanak se fait à partir des productions végétales (cueillette, agroforesterie, maraîchage) (dont l'igname, le taro), et animales, principalement dues à la pêche, et à la chasse, à défaut d'élevage ; aucune trace de porc ou ni poulet n'a été retrouvée dans les sites archéologiques de Nouvelle-Calédonie, contrairement à d'autres îles mélanésiennes.
L'igname est l'un des éléments principaux des échanges coutumiers, tandis que le cycle de récolte de ce tubercule conditionne le calendrier social traditionnel kanak. De plus, il a constitué, avec le taro, l'élément de base de l'alimentation mélanésienne avant l'arrivée des Européens. La culture de l'igname est documentée sur de nombreux bambous gravés kanak.

#### Variétés cultivées
Plusieurs variétés sont cultivées en Nouvelle-Calédonie, presque toutes de l'espèce Dioscorea alata (« igname ailée » ou « grande igname »), avec des récoltes plus ou moins précoces :
- les ignames précoces :
  - la kokoci (kokozi en yuaga, kōkōci en cèmuhî, kököci en paicî, kohori en ajië, kokori en xârâcùù, pia en numéé, wakorawa ni xétue en nengone) : « clone d'igname », l'une des plus répandues. Igname qui rapporte beaucoup à l'exploitant, étant une primeur et en raison de la finesse de son goût et la bonne tenue de sa chair, sa précocité la rend néanmoins fragile et délicate à cultiver,
  - la goropo (pha kamboa pulô en yuaga, bwatana bae en cèmuhî, gôrôpô pwa ou Tiéwétin en paicî, bwatanin en ajië) : « clone d'igname de première qualité ». Igname à la fois robuste et précoce ;
- les ignames de saison :
  - la koupette (koupé en yuaga, koupette en cèmuhî, touaourou maré en paicî, neupon en numéé) : variété vigoureuse, à l'apparence et au goût appréciés des consommateurs,
  - la kokoci temboa dite « coco » (cocozi en yuaga, cocothi temboa en cèmuhî) : cousine de la kokoci. Elle offre un très bon rendement et est adaptée à la culture intensive, sa forme ronde permet une récolte rapide, mais exige des conditions parfaites de culture et est assez sensible aux coups et aux maladies,
  - la boitanin (tana en yuaga, boitanin en cèmuhî, paicî et ajië) : variété de première qualité, c'est une igname noble (notamment en raison de sa forme très allongée et généralement droite), qui se conserve bien mais très délicate à cultiver ;
- les ignames tardives :
  - la bwilana (bouine en yuaga, boatji oupon en cèmuhî, bouilana en paicî, bézahè en ajië, chareureu en xârâcùù, wadjijinor en nengone) : très recherchée et très appréciée des amateurs d'ignames, cette variété est néanmoins fragile et difficile à cultiver,
  - la touaourou (kaamove en yuaga, tilo en cèmuhî, touaourou ou koko en paicî, koko en xârâcùù, erek en nengone, aussi kehrer) : tubercule long, très apprécié pour les échanges cérémoniels, il est d'excellente qualité et donc très recherché par les planteurs et les consommateurs. Néanmoins, elle est très fragile et ne peut pratiquement se récolter que manuellement.

#### La culture traditionnelle
Traditionnellement, avant l'arrivée des Européens, l'igname était semé, cultivé et récolté à l'aide d'un bâton à fouir et d'une pelle en bois dur, selon le principe d'une horticulture de brûlis sur billons (afin d'obtenir de gros tubercules et de protéger les plantes des fortes pluies, les Kanak aménageaient des billons le long des courbes de niveau des pentes de colline, parfois en forme de croissants orientés vers l'aval pour lutter contre l'érosion et avec un dallage sur la face amont pour canaliser les eaux de ruissellement) ou buttes (aux îles Loyauté). Les étapes du travail agricole, en préparation des semailles, étaient :
1. Le débroussage ;
2. Le brûlage ;
3. L'ameublissement du sol, à savoir sa division motte par motte à l'aide de pieux ;
4. L'édification des billons à la pelle, avec un homme tenant le manche et un autre tenant la lame ;
5. L'émottement au gourdin (aplanissement des mottes laissées par le labour) ;
6. Le brassage de l'emplacement à planter à la main ou à l'aide d'un petit pieu.

Les travaux étaient également répartis entre les sexes : aux hommes le labour, l'émottement et le ratissage par les femmes.

#### La symbolique et l'utilisation rituelle
Dans sa pièce Téa Kanaké retraçant les origines mythiques du peuple kanak et représentée à Mélanésia 2000, Jean-Marie Tjibaou définit ainsi l'igname :
« Toute chargée de symbole, l’igname a une valeur culturelle : offrande noble, symbole de virilité, de l’honneur. L’igname offerte à l’autel symbolise tout le pays avec les chefs, les vieux, les ancêtres, les enfants et tout ce qui fait vivre cette contrée. L’igname accompagnée de la monnaie de cordelettes, de coquillages, de la natte et de la jupe de fibres constitue l’essentiel des richesses échangées pour un mariage ou un deuil et qui scelle l’alliance entre les clans. »
Il est ainsi un symbole de virilité, d'ancienneté, de pouvoir (il symbolise les chefs ou la puissance du clan paternel), de fertilité, de vie et de longévité.
Mais il existe une hiérarchie parmi les ignames, qui dépend de son ancienneté (plus la variété est implantée depuis longtemps dans le terroir, plus elle est prestigieuse et intégrée aux cérémonies coutumières), de sa précocité (les variétés précoces, dont notamment la goropo ou la kokoci, nécessitent plus de soins et sont donc plus précieuses, d'autant que, en tant que primeurs, elles ouvrent la saison des récoltes) et de sa forme (plus la forme est droite, longue, régulière, plus sa tête est fine, plus son goût est apprécié et moins elle a de poil, et plus elle est honorée, notamment les variétés boitanin ou touaourou). Les meilleures ignames servent alors de base traditionnellement à l'échange coutumier (avec la monnaie kanak, les coquillages, la natte et la jupe de fibres) lors de tous les grands évènements (sacre du chef, naissance, mariage, deuil, alliances entre clans), celles de qualité moyennes forment la base de la consommation quotidienne et les moins appréciées, laissées à moitié à l'état sauvage, servent juste de récoltes d'appoint.
Du fait du caractère symbolique important de l'igname, chaque étape de sa culture donne lieu à des cérémonies et pratiques rituelles.

#### Le cycle de l'igname
1. Juin-juillet : on défriche, on brûle la terre et on élève les billons, pour préparer l'ensemencement ;
2. Août : c'est l'ensemencement. Avant celui-ci, un échange coutumier a lieu entre les clans, et on touche les plants d'ignames à planter à l'aide d'une pierre à igname, symbole de deuil, chaque clan possédant sa propre pierre et est utilisée par le maître des cultures lors de plusieurs rites annuels destinés aux forces de la nature. Après avoir été en contact avec les plants, la pierre est enterrée au bout du champ, et on plante au-dessus une perche tabou, ornée d'une botte de paille ou de végétaux. On ne déterre la pierre à igname qu'au moment de la récolte ;
3. Septembre : normalement, la fleur d'igname sort de terre ;
4. Octobre : on plante en terre des perches de roseau comme tuteur pour guider la liane de l'igname, tandis que le tubercule commence à se former ;
5. Novembre-décembre : le tubercule grossit. À partir de là, on ne donne plus aucun soin aux ignames, pour éviter de « perturber » sa croissance, les seuls travaux effectués devant se faire avant 9 heures du matin ou après 16 heures car, selon la croyance, l'odeur de transpiration indispose le tubercule ;
6. Janvier : saison des cyclones, la plus chaude, qui amènent de fortes pluies drainées par les billons et des périodes de vents d'ouest qui peuvent dessécher la partie aérienne de l'igname. C'est le moment le plus risqué pour la culture. Néanmoins, si jamais la liane sèche avant les feuilles, c'est signe de bonne récolte ;
7. Février : les fleurs d'ignames précoces fanent ;
8. Mars : la récolte de « l'igname nouvelle » est le point culminant du calendrier rituel des kanak, donnant lieu dans chaque clans ou tribus à des fêtes de l'igname : les ignames récoltés sont entassées en tas au centre de la tribu, sont bénies par les autorités religieuses (depuis l'implantation des missions), puis a lieu un échange coutumier avec les autres clans voisins à qui l'on offre une partie de la récolte, ainsi qu'à toutes les personnalités venues assister à la fête. Mais personne ne doit consommer un igname avant les chefs de clan et les anciens, pour lesquels les jeunes du clan préparent ces primeurs en de nombreux bougnas consommés lors d'une fête. Généralement, la première fête de l'igname a lieu à Touaourou, à Yaté, dès la fin du mois de février[55]. Le 30 avril et le 1er mai 2015, le Sénat coutumier a organisé la première « fête nationale de l'igname », commune au huit aires coutumières et avec la volonté de l'ouvrir aux autres communautés de la Nouvelle-Calédonie, tenue alors à Canala dans l'aire Xaracuu. L'idée est ainsi de renouveler cette expérience chaque année dans une aire différente[56] ;
9. Avril-mai-juin : la « saison des récoltes » qui marque la fin du cycle, recommençant immédiatement alors par le défrichage et le brûlis.

#### Problèmes de conservation
Seulement, le développement économique de l'archipel (commencé avec le boom du nickel des années 1970) et l'abolition du code de l'indigénat (en 1947), permettant ainsi aux Mélanésiens de s'installer n'importe où sur le Territoire, a poussé les Kanak sur un marché du travail plus « occidental », notamment dans le bâtiment ou dans les exploitations agricoles (notamment dans les plantations de café où les Mélanésiens remplacent la main d'œuvre jusqu'ici généralement employée, celle des Indonésiens, qui ont quitté en grande partie le Territoire après l'indépendance de leur pays), et pousse les jeunes à un exode rural vers Nouméa. Certaines tribus se dépeuplent, et de ce fait les champs tandis que des variétés d'ignames se raréfient. À ces facteurs démographiques et économiques s'ajoute une cause sanitaire, avec la multiplication des maladies ou nuisibles menaçant l'igname comme l'anthracnose (champignon, menace la plus répandue et la plus dangereuse), les cochenilles ou encore la phyllostica (champignon).
Le développement à partir des années 1990 d'une volonté de préserver la pratique de la culture de l'igname, comme élément identitaire mais également économique, la demande augmentant, a favorisé la mise en place de cultures semi-intensives, avec la mécanisation de certaines étapes du cycle de l'igname (comme l'édification des billons, l'ensemencement ou la récolte), une meilleure sélection des variétés adaptées aux goûts des consommateurs ou encore le développement de tuteurs à grande échelle.
Un conservatoire de l'igname a été installé à Païta, centre d'expérimentation chargé de sélectionner les meilleurs variétés pour la production et la consommation et de multiplier ces variétés, de développer des techniques modernes et d'étudier la possibilité de conserver des produits pour une mise en marché en contre-saison.

### La pêche kanak

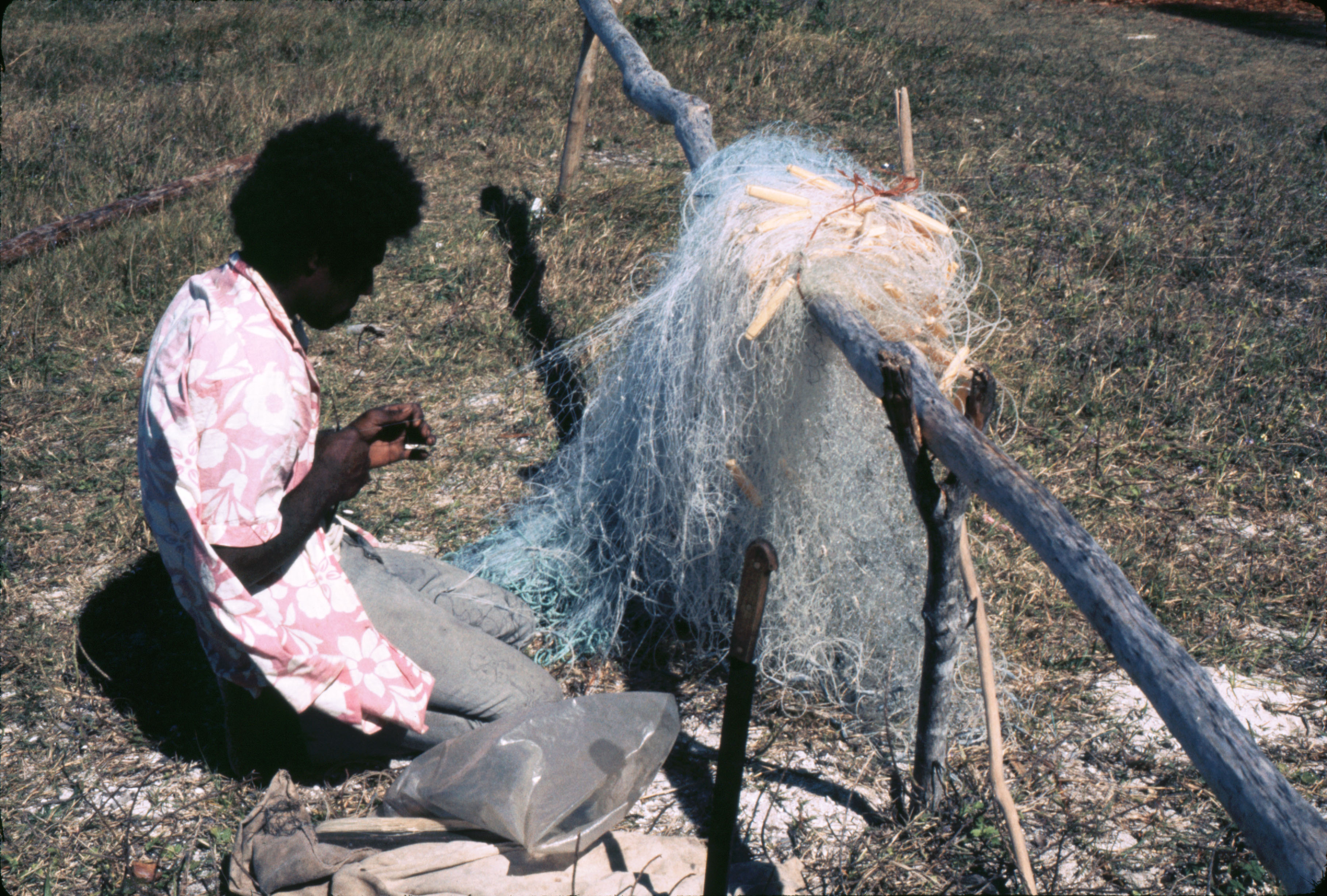
Pêcheur de l'île des Pins en 1975.

Pour pêcher, il faut appartenir à un clan pêcheur, résidant ou ayant accès au bord de mer, et surtout être reconnu comme « détenteur des connaissances et des objets magico-religieux nécessaires à la capture de la faune maritime » (Leblic, p. 92).
La pêche se fait surtout par filet et par piège. Les coquillages sont ramassés.
Les techniques de pêche ont été transformées aux débuts de la colonisation, après 1850, par l'adoption du fil de coton (puis du nylon) et du fer pour les hameçons. Après les premiers échanges, en 1774, le fer est massivement introduit en 1841-1865 lors du trafic de bois de santal. Le négociant Towns fournit en Nouvelle-Calédonie et aux Nouvelles-Hébrides 20 000 hameçons en 1846-1848. La Nouvelle-Calédonie en aurait ainsi reçu 60 000 en 25 ans. L'usage progressif des haches, hachettes (clous, herminettes) a rapidement transformé le mode de fabrication des pirogues.
La pêche à l'arc ne se pratique plus. La pêche à la sagaie se fait rare. La pêche à la ligne est la seule autorisée pour les femmes. La pêche à l'épervier est encore très pratiquée sur platier.
Le droit français de la mer et le droit coutumier de la mer s'imposent à tous et partout.

### Les langues kanak

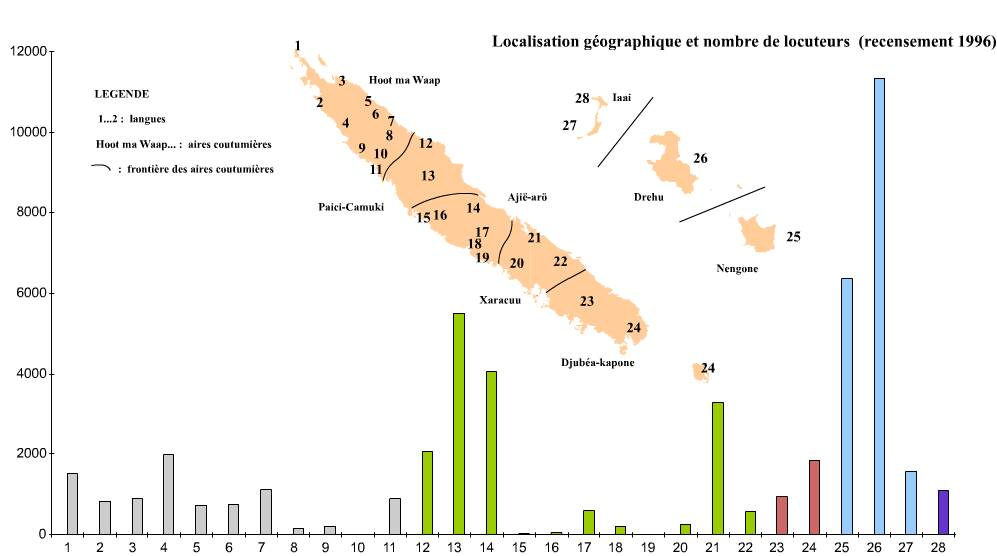
Carte linguistique de la Nouvelle-Calédonie : répartition des langues kanak

La Nouvelle-Calédonie connaît une grande diversité linguistique. Il existe ainsi 27 langues, dont quatre ayant le statut de langues régionales avec des épreuves facultatives au baccalauréat (le drehu, le nengone, le paicî et l'ajië) et 11 dialectes kanak, formant un sous-groupe des langues océaniennes, au sein de la branche des langues malayo-polynésiennes et de la famille des langues austronésiennes. À cela il faut ajouter un créole à base lexicale française (le tayo, parlé à Saint-Louis) et une langue polynésienne (le fagauvea, parlé dans une partie de l'île d'Ouvéa).
Au recensement de 2009, le nombre de locuteurs (personnes de 15 ans et plus sachant parler une de ces langues) s'établissait à 70 225 individus (28,60 % des Néo-Calédoniens, dont 47,07 % se localisaient en Province Sud, 34,08 % en Province Nord et 18,85 % dans les îles Loyauté). 65 454 d'entre eux (93,21 %) étaient des Kanak : ainsi, près des deux tiers de la communauté (66,06 %) sont des locuteurs de leur langue maternelle. Cette proportion est plus élevée aux îles Loyauté (plus des trois quarts, ou 77,64 %, des Kanak loyaltiens) et en Province Nord (plus des deux tiers, ou 68,89 %, des Mélanésiens du Nord) que dans le Sud (60,15 % des Kanak du Sud). S'y ajoutaient 2 181 personnes s'étant déclarées comme appartenant à plusieurs communautés (3,11 % de l'ensemble des locuteurs et 10,69 % des Métis de plus de 15 ans, ayant certainement des origines mélanésiennes). De plus, 11 606 personnes (4,73 % de la population totale de plus de 15 ans) pouvait comprendre une langue sans la parler, dont 7 409 Kanak (63,84 % de ces personnes, et 7,48 % de la communauté) et 1 380 Métis (11,89 % de la totalité de ceux comprenant au moins une langue sans la parler, et 6,77 % de la communauté).

### Littérature kanak d'hier et d'aujourd'hui

#### Littérature orale
La société kanak repose traditionnellement sur l'oralité et n'a pas développé d'écriture propre avant l'arrivée des Européens. Pour cela, la tradition orale revêt une importance toute particulière dans l'organisation sociale et politique, sa légitimation, et la conception de la mémoire collective et de l'origine des clans.
Emmanuel Kasarhérou, directeur de l'ADCK et du Centre culturel Tjibaou, définit ainsi la littérature orale : « La littérature orale peut être définie comme la partie de la tradition qui est mise en forme selon un code propre à chaque société et à chaque langue, en référence à un fonds culturel. Elle véhicule aussi bien l’histoire du groupe que ses croyances, ses représentations symboliques, ses modèles culturels ou sa vision du monde naturel. La littérature orale conforte l’identité propre à une culture ou à une communauté. » Elle comprend des contes humoristiques et moraux, des poésies, proverbes, devinettes, chants, discours coutumiers.
L'énonciation et la transmission de cette tradition est alors particulièrement codifiée et contrôlée, les savoirs oraux étant un fait collectif et non individuel. Il est possible alors de connaître l’histoire, sans avoir l’autorisation de la dire. Il existe une forme d’autorégulation commune de la parole. Le contrôle de cette connaissance particulière (souvent par les Anciens) peut donner une place sociale particulière au sein du clan, voire peut être confié à une même lignée, famille ou clan aux îles Loyauté. La mise en forme de cette « littérature orale » peut se faire dans une forme linguistique (souvent fortement métaphorique) propre à cet art, accentuant l'aspect exclusif de sa transmission et rendant encore plus difficile les tentatives de traduction. C'est le cas notamment du vivaa, ou « discours de coutume » en langue ajië prononcés lors des cérémonies de naissance, de mariage ou de deuil, ainsi que dans d’autres occasions de la vie sociale, et accompagnant le geste coutumier.
Le travail de plusieurs anthropologues, ethnologues ou linguistes ont permis une mise par écrit et une tradition de certains récits de la littérature orale kanak. D'autres ont inspiré des romans, recueils de poème ou de contes de nombreux écrivains locaux. C'est le cas par exemple des Contes de Poindi de Jean Mariotti ou d'une grande partie de l'œuvre de Jean-Marie Tjibaou (tout particulièrement la pièce Téa Kanaké du festival Mélanésia 2000) ou de Déwé Gorodey. Face aux bouleversements de la société kanak nés de la colonisation, notamment l'affaiblissement de la pratique des langues kanak et des structures sociales traditionnelles, l'ADCK s'est attachée, par le biais de son département Patrimoine et Recherche, à lancer des campagnes de collecte et de recherches dans le domaine du patrimoine kanak immatériel et donc tout particulièrement concernant la littérature orale. L'Agence contribue ensuite à la mise en valeur des récits ainsi collectés par le biais de publications écrites (et tout particulièrement de sa revue trimestrielle Mwà Véé mais aussi d'édition de livres), de programmes radiophoniques en langues surtout sur la station Radio Djiido (l'émission mensuelle Ruo, ce qui signifie « L'écho » en langue nengone, lancée le 7 juillet 2001) et de l'enregistrement sur CD audio de contes ou chants traditionnels kanak. L'Université de la Nouvelle-Calédonie ainsi que l'Institut de formation des maîtres de Nouvelle-Calédonie (IFM-NC) assurent la formation d'enseignants en langues et culture kanak et la reconnaissance académique de conteurs traditionnels.

#### Littérature contemporaine
Depuis les années 1960 et 1970, des écrivains kanak ont émergé. Leur style allie souvent héritages de la « littérature orale » (et donc références aux chants, contes, mythes et récits traditionnels) et ton engagé, véhiculant revendications politiques (telles que l'indépendance, ou tout du moins la décolonisation) ou socio-économiques (sur les thèmes du rééquilibrage, du rapport entre tradition et modernité ou de la perte de repères ou de valeurs). Les premiers d'entre eux sont généralement issus de l'enseignement missionnaire, et sont souvent des clercs, religieux ou d'anciens séminaristes (Joseph Kapéa ou Jean-Marie Tjibaou sont d'anciens prêtres catholiques, Apollinaire Anova (1929-1966) est curé jusqu'à sa mort, Waïa Gorodé est le fils d'un pasteur proche de Maurice Leenhardt), ce qui explique également une forte influence religieuse chrétienne dans leurs textes.
L'un des premiers écrivains kanak véritablement connus fut Jean-Marie Tjibaou qui s'attacha à travers ses textes à renouveler la culture kanak traditionnelle et à faire reconnaître l'existence d'une culture commune à l'ensemble des Mélanésiens de Nouvelle-Calédonie qui forment le « peuple kanak », point de départ de sa revendication nationaliste et indépendantiste. Son œuvre principale fut la pièce de théâtre Téa Kanaké, reprenant une légende de la région de Canala sur l'origine des êtres humains, représentée lors du festival Mélanésia 2000 en 1975. Pour sa part, Apollinaire Anova (1929-1966) hérite de sa formation religieuse un style résolument messianique (dans sa présentation par exemple du soulèvement du grand-chef Ataï) et eschatologique, couplé à une certaine influence du marxisme qui lui fait voir dans la révolte de 1878 le point de départ d'un long processus devant aboutir à l'indépendance.

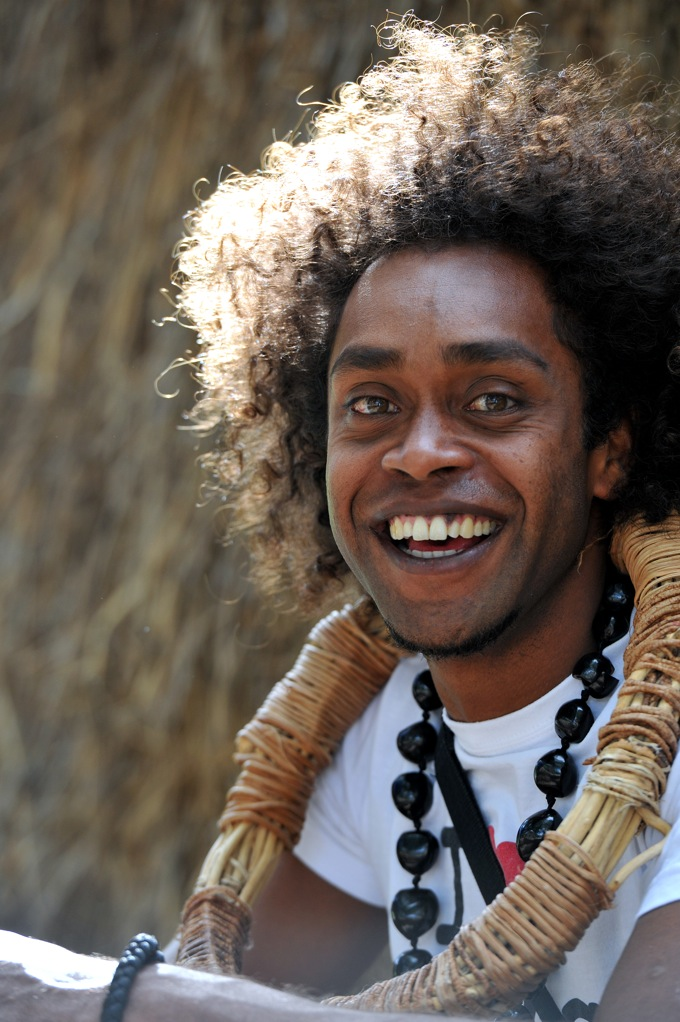
Le poète Paul Wamo.

Aujourd'hui (1990-2010), l'auteure la plus prolifique et la plus célèbre est Déwé Gorodey. Elle aussi engagée en politique pour l'indépendance, adhérente du FLNKS et du Palika et membre depuis 1999 du gouvernement, chargée des questions culturelles, elle veut avant tout faire connaître au monde la culture et les traditions kanak, tant sur le plan oral (elle est conteuse traditionnelle) qu'écrit. Également militante féministe, elle porte aussi une réflexion sur le statut de la femme au sein du monde mélanésien (son premier roman, L'Épave, traite notamment des violences faites aux femmes). Elle est l'auteure de nombreux poèmes, contes et nouvelles, dont certains traduits en anglais (Dire le vrai-To Tell the Truth, recueil de 18 poèmes bilingues réalisé en 1999 en collaboration avec l'autre principal écrivain néo-calédonien de sa génération, Nicolas Kurtovitch, The Kanak Apples Season qui est une anthologie parue en 2004 de l'ensemble de ses nouvelles traduites en anglais tandis que Sharing as Custom Provides, éditée l'année suivante, est celle de ses poèmes).
Parmi les autres écrivains kanak contemporains peuvent être cités : le dramaturge, poète et metteur en scène Pierre Gope, le poète, conteur, musicien et auteur pour enfants Denis Pourawa et le poète Paul Wamo.

### Les arts visuels

#### L'architecture

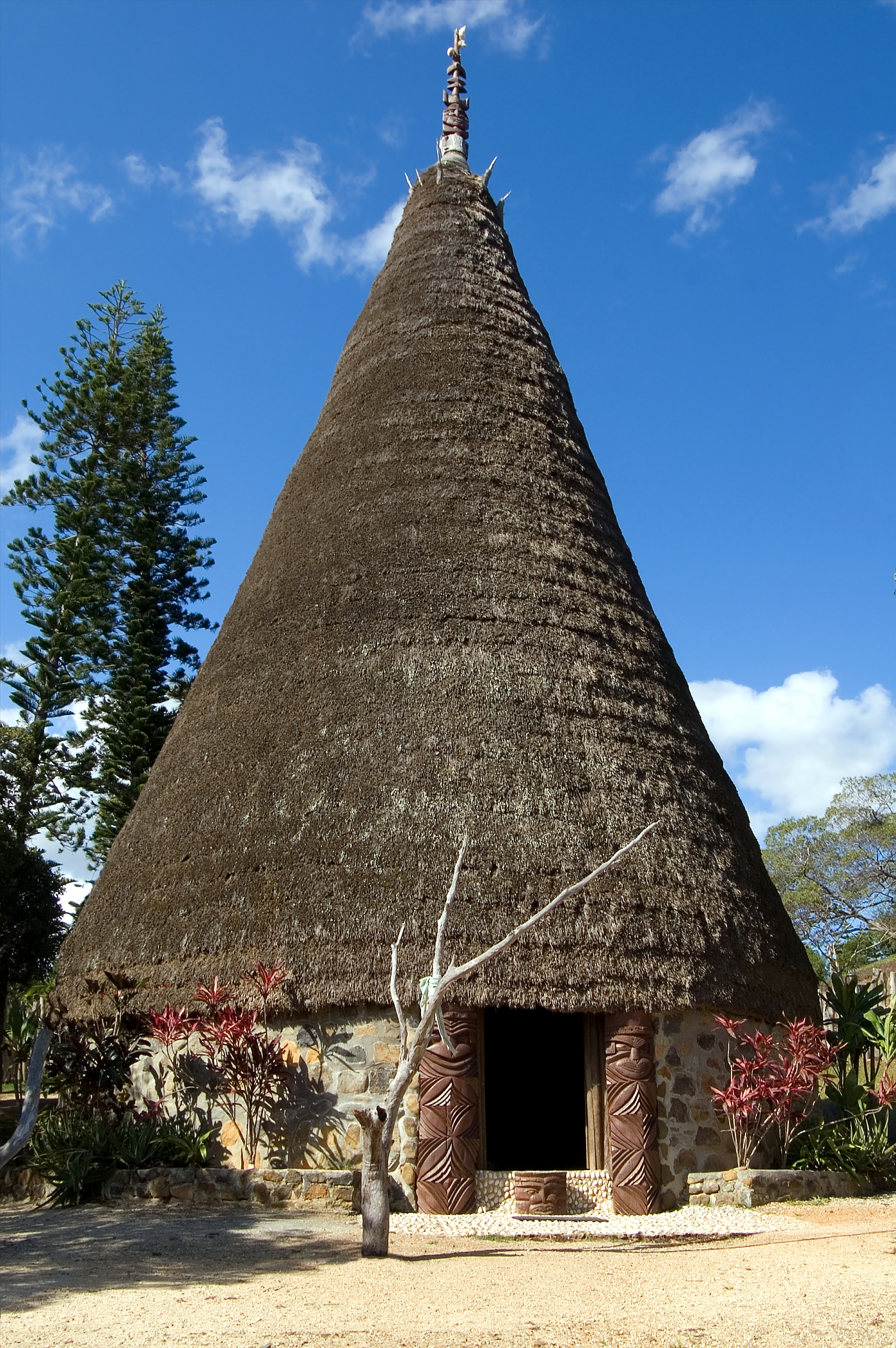
Case traditionnelle kanak « Grande Maison » à flèche faîtière pour le pilier central de rassemblement du clan autour du chef, située au Centre culturel Tjibaou à Nouméa.

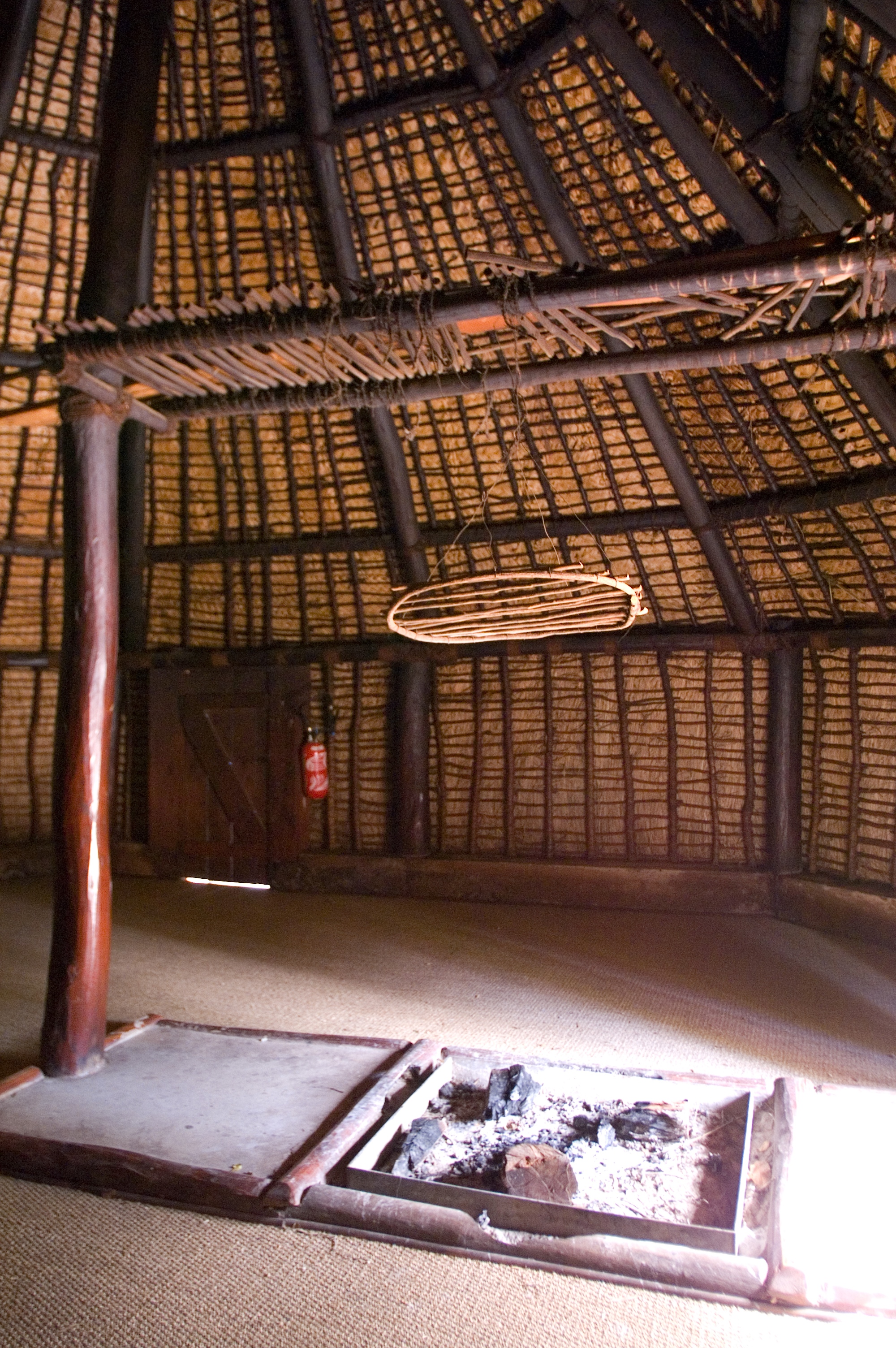
Foyer.

Flèche faitière XIXe - Muséum de Toulouse.

L'architecture traditionnelle kanak comprend uniquement la « case », véritable symbole de l'organisation de la société en « Maison » et « Grande Maison » tribale,. Il en existe de plusieurs types : à la fois lieux des cérémonies ou palabres (grande case du clan ou des districts des Îles Loyauté, les plus représentatives et les plus chargées de symbolisme), d'habitat (avec des cases ordinaires pour les femmes) ou de stockage (greniers à igname). Ronde (forme qui représente un espace collectif de vie, propice aux palabres, aux échanges et au maintien d’un esprit communautaire) avec un toit conique offrant souvent une forte pente (pour permettre l'écoulement des eaux de pluie, tandis que la forme aérodynamique générale de l'édifice permet une forte résistance aux vents violents quelle que soit leur direction), elle est souvent construite, notamment sur la Grande Terre où les inondations sont courantes, sur un tertre surélevé par rapport au terrain naturel pour échapper aux dégâts des eaux. Sa construction n'utilise que des matériaux végétaux : murs et « pré-couverture » du toit (kötu en Xârâcùù) en peau de niaouli (élément particulièrement étanche) généralement (et dans certaines régions avec du pandanus ou du cocotier), couverture du toit en paille (bon isolant qui permet de maintenir une température ambiante constante et douce tout au long de l'année, même en période de fortes chaleurs), attaches de la structure avec des lianes (rendent l'édifice flexible et donc résistants encore une fois aux intempéries) et éléments importants (flèche faîtière, poteau central, poteaux de tour de case, chambranle, linteau de la porte) en bois de houp (arbre endémique à la Nouvelle-Calédonie, séculaire, représentant l'origine des clans et dont le bois est sacré). Chacune des pièces sculptées a une symbolique particulière,, :
- la flèche faîtière, qui domine la case, représente le « frère aîné », à savoir le chef de clan, ou, aux Îles Loyauté, le grand chef du district, et se compose d'un visage central, d'un tronc pied qui la rattache au sommet de la case et d'une partie supérieure qui représente la spécificité du clan (percée d'une toutoute souvent pour les clans dits « de la mer », surmontée sinon d'un animal totémique ou d'une coiffe particulière). Elle est enlevée lorsque le « frère aîné »/grand-chef meurt et remplacée par celle de son successeur. Elle est devenue aujourd'hui l'un des principaux emblèmes de l'identité kanak (surtout sous sa forme percée d'une toutoute) et est présente aussi bien sur le drapeau indépendantiste kanak, les pavillons des Provinces des Îles Loyauté et Nord, le logo du gouvernement local et, plus largement, le blason de la Nouvelle-Calédonie ;
- le poteau central, qui supporte la structure, c'est contre lui que s'adosse le « frère aîné »/grand-chef et autour s'assoient ses « cadets » (chefs des clans qui composent le district aux Îles Loyauté ou des lignées mineures d'un clan). Il est souvent sculpté, avec des images retraçant l'histoire orale du clan ou le symbolisant. Selon les endroits, il représente le « frère aîné » ou bien le sorcier - ministre chargé du maintien des rites qui assurent le pérennité du clan. Entre lui et l'entrée est aménagé, à même le sol, un foyer qui a une double fonction : réchauffer l'intérieur durant les moments les plus frais de l'année, et préserver l'ossature et le bois contre le pourrissement et les termites par la fumée ;
- les poteaux de tour de case représentent les clans/lignées « cadettes » dépendant de celui du grand-chef/« frère aîné » : ils rappellent ainsi qu'ils sont le support de l'unité du district/clan, et que sans eux celui-ci s'effondre. Ils comprennent généralement un visage central ;
- les chambranles qui entourent la porte, ils symbolisent les esprits protecteurs du district/clan dont le visage est représenté ;
- le linteau de la porte est placé bas, à environ 1,50 m du sol, obligeant les visiteurs à s'incliner en signe de respect lorsqu'ils pénètrent dans la case.

Les dix haut bâtiments du Centre culturel Tjibaou de Renzo Piano reprennent d'une matière stylisée la forme des cases traditionnelles kanak.

#### Sculpture et peinture

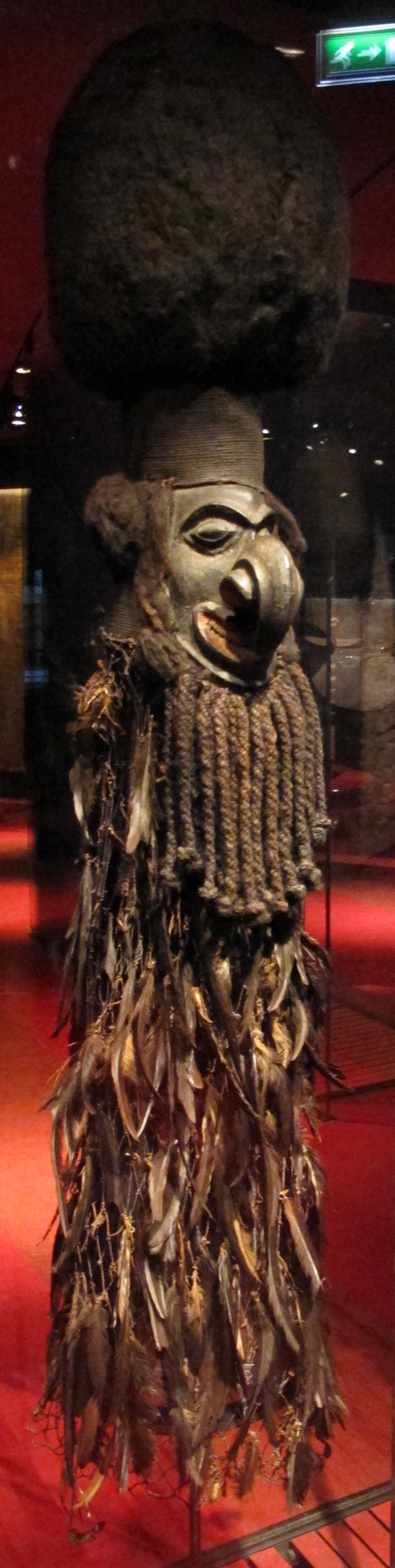
Masque de deuilleur, XIXe siècle - Musée du quai Branly

Ainsi, l'essentiel de la sculpture traditionnelle kanak est liée à l'espace architectural de la grande case (flèche faîtière, poteau central, poteaux de tour de case, chambranles, linteau) et porte essentiellement vers la représentation des ancêtres et la symbolique des clans. Le corps stylisé, et tout particulièrement le visage ainsi que le nez souvent surdimensionné, la mort mais aussi les animaux font partie des principaux thèmes iconographiques. Le matériau support est le bois (de houp qui a une valeur sacrée, le santal ou le gaïac, par exemple), coupé au feu ou à l'aide d'herminettes, taillé avec des morceaux de quartz aigus, poli avec du sable de rivière, des feuilles ou des écorces râpeuses et finalement teinté et ciré à l'aide des sèves et sucs d'arbre. Leur réalisation est confiée à des membres spécialisés du clan, dont certains ont pu avoir une réputation dépassant leur aire culturelle et linguistique traditionnelle, la littérature orale ayant également conservé les noms de certains sculpteurs célèbres. Des statues, également en bois ou en pierre, peuvent également être réalisées pour servir de protecteurs de la case ou dans des rituels. La sculpture contemporaine kanak s'inspire fortement des techniques et de la symbolique traditionnelles, tout en s'ouvrant aux thématiques et aux mutations actuelles de la société mélanésienne ou plus largement néo-calédonienne.
Certaines pratiques plus spécifiques ont également été développées de manière ancienne dans certaines aires géographiques de l'archipel. Par exemple, l'utilisation, les matériaux de production et la symboliques varient selon les régions concernant le masque sculpté kanak, tradition limitée à certaines zones de la Grande Terre (nord, centre et une partie du sud) qui a disparu avec la colonisation et l'interdiction par les missionnaires chrétiens des religions ancestrales. Au nord, le masque était étroitement associé aux cérémonies
funéraires des chefs et apparaît également comme un symbole de la chefferie, du pouvoir spirituel et politique du chef. Le masque représente donc le pouvoir du chef pendant la vacance qu'est le deuil, puis est offert au chef suivant lors de son intronisation, conjointement à d'autres emblèmes d'autorité (flèche faîtière, hache ostensoir). La figure représentée rappelle les visages sculptés des flèches faîtières, chambranles ou poteaux, symbolisant le chef défunt mais aussi l'ancêtre fondateur du clan et la divinité du monde des morts qui peut donner son nom au masque (Wimawi pour le clan Waap, Gomawé dans les pays Ajië et Paici). Les masques sont ornés d'une haute coiffure en dôme et d'une barbe faites en cheveux humains tressés (surtout pour les masques Gomawé) ou symbolisées par un bonnet d'écorce blanchie à la chaux pour la coiffure des masques Wimawi ou par des racines de fougères dans le centre ou plus au sud pour la barbe, ce qui sont des marques de deuil (étant interdit de se couper les cheveux ou la barbe pendant la période de deuil précédant la sortie du masque). Enfin, le reste du masque est constitué par une longue robe en plumes de notou recouvrant tout le corps, l'apparence de l'oiseau faisant référence aux esprits des forêts et au peuplement autochtone de l'île. Il est possible que d'autres masques aient pu existé dans le nord pour représenter les sujets et ainsi le dualisme au cœur de l'organisation sociale traditionnelle kanak. Dans les régions plus méridionales où des masques étaient utilisés, il semblerait que ceux-ci revêtaient alors davantage une fonction théâtrale dans des danses mimiques appelées wasaï, afin de susciter la peur ou la joie,.
Un autre type de sculpture traditionnelle localisée, qui pour sa part a perduré dans la sculpture contemporaine et revêt aujourd'hui une image identitaire forte, est le bambou gravé. Surtout pratiqué dans la région de Canala et plus généralement dans le centre-nord de la Grande Terre (Houaïlou, Koné, Poindimié) ou à l'île des Pins, la gravure sur bambou est attestée depuis la fin du XVIIIe siècle, avec à l'origine des motifs essentiellement géométriques, mais s'est surtout développée à la suite de la prise de contact avec les Européens. D'un diamètre de 3 à 6 cm, Le kare e ka, nom qui lui est donné en xârâcùù, présente sur toute sa surface des scènes entremêlées gravées à l'aide, à l'origine, d'outils rudimentaires (quartz, pinces de crustacés...) puis d'outils métalliques improvisés, puis enduites par une graisse née de la carbonisation de la noix de bancoule qui s'incruste alors dans les lignes pour les noircir. Il a pu servir de « bâton de voyage » contenant des herbes magiques et devant porter chance au voyageur (utilisation aujourd'hui disparue) ou, surtout, de « livre d'images » en forme de bâton porté par les Anciens pour illustrer les événements qui ont marqué l'histoire du clan ou de la communauté (deuils, constructions de cases, pêches à la tortue, cérémonies, récolte des ignames, batailles, mais aussi tous les bouleversements que créent l'arrivée des Européens tels que les maisons, les costumes, les chevaux, les cerfs, les bateaux, les télégraphes, les armes...), chaque bambou racontant une histoire.
En 2015, la revue culturelle kanak Mwà Véé (No 87) répertorie 196 artistes sculpteurs, surtout masculins, dont Armand Goroboredjo, Jean-Marie Ganeval, Narcisse Wan-Hyo Tein Thavouvao Teînbouenc (1958), Jean-Marc Alerte, Robert Sakiia (1935, Ouégoa), Calixte Pouémoin (1950), Guy Nomaï (1952), Ito Waïa, Dick Bone, Gérard Wadehnane, Bernard Wadehnane, Patrick Waloua, Vincent Bokoé, Saerge Theain-Boanouna, Joselito Holero, Paul Ayawa, Jean-Jacques Poiwi, Philippe Tonchane, Jean-Marc Tiaou, etc.
En 1999, les Chroniques du pays kanak, tome 3, s'intéressent à divers peintres, surtout féminins, dont Micheline Néporon (1955, Unia), Denise Tivouane (1962, Saint-Gabriel), Paule Boi (196?), Yvette Bouquet (1955, Koumac), Maryline Thydjepache (1972, Nouméa), Ito Waïa (1959, Nece (Maré)).

#### Bambous gravés

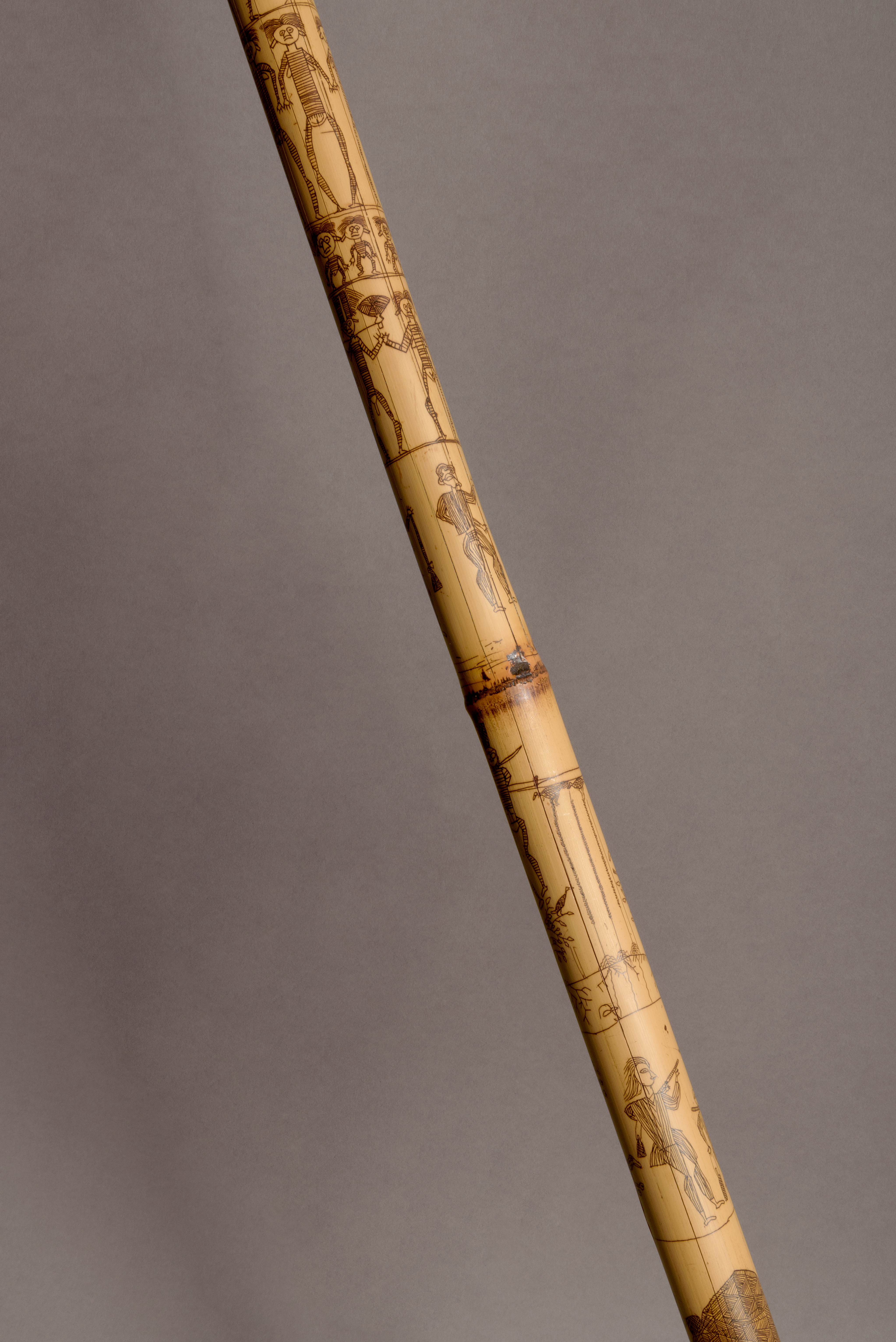
Bambou gravé et avec dessins aux traits noirs daté du XIXe siècle, au musée Calvet, Avignon.

Le Kanak en voyage emporte avec lui, comme viatique, « pour se protéger des dangers de la route », un bambou gravé, kârè e tâ (en ajië), contenant des herbes magiques. L'extérieur, couvert de motifs abstraits et figuratifs, est un support de mémoire, concernant la vie de la tribu. Leur langage en fait un « testament illustré d'une culture disparue » (Lobsiger-Dellenbach),,. La fabrication en a été abandonnée vers 1920. Une fabrication en série, de moindre qualité, avait été mise en place dès 1860 pour satisfaire la curiosité occidentale.
Une tige de bambou, de dimension variable, est gravée, incisée, entaillée, avec divers instruments, éclats de quartz, valves de coquillage, morceaux de carapaces de crustacé, puis teintée au noir. Les incises sont recouvertes d'une pâte brunâtre, décoction de noix de bancoulier, ou noir de fumée. Le langage est stylisé en partie en raison des contraintes techniques : réalisme, symbolisation, décoration.
Quelques artistes ont repris la technique ou les thèmes, à partir de 1990 : Gérard Bretty (1947[?]-2007, devenu Jézebruff Kabradinsky), Micheline Néporon, Paula Boi Gony, Kofié Lopez Itréma, Stéphanie Wamytan, Yvette Bouquet.

### Les arts sonores

#### Danse et musique

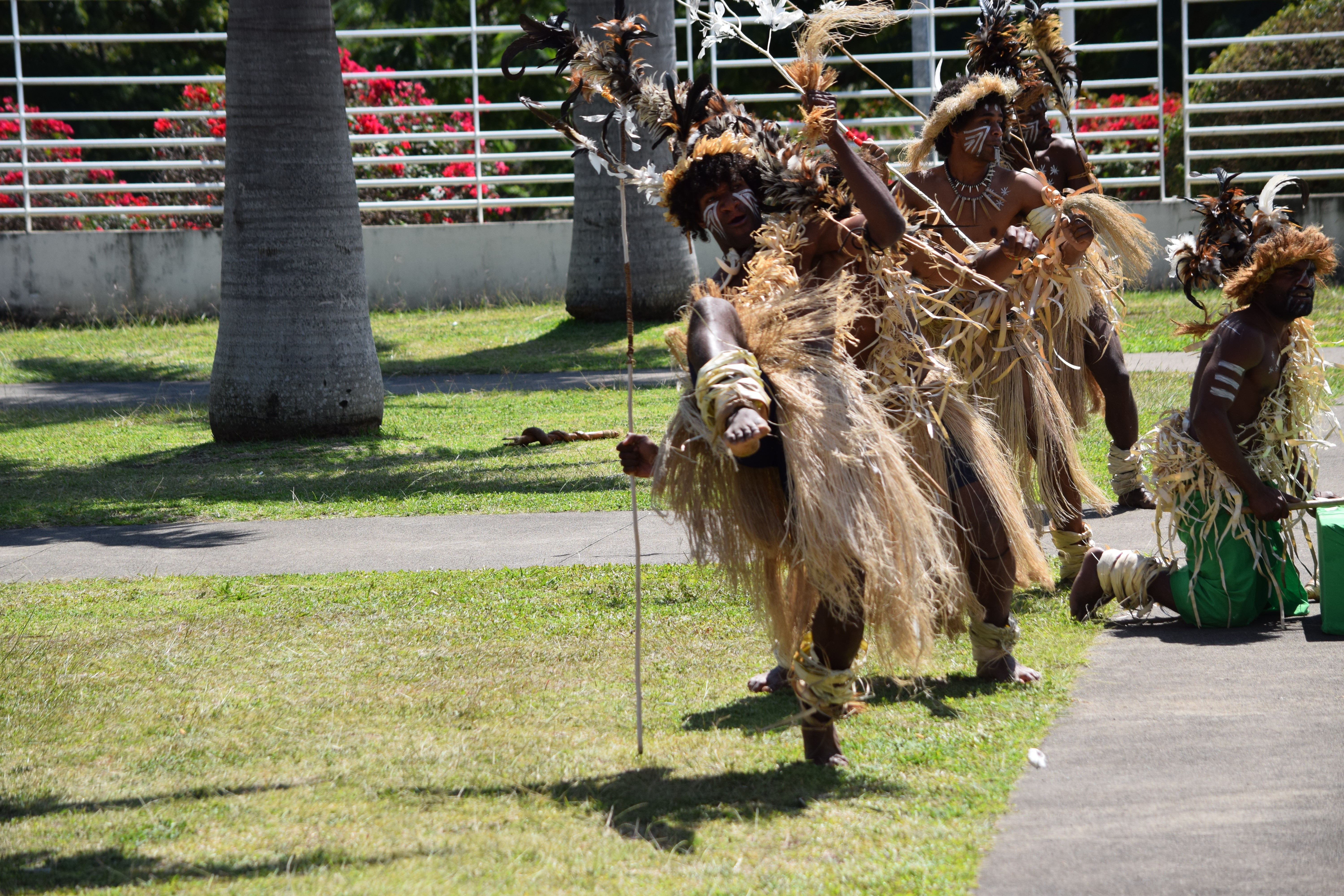
Bua réalisé au festival waan-dance de septembre 2010, à l'université de la Nouvelle-Calédonie à Nouméa

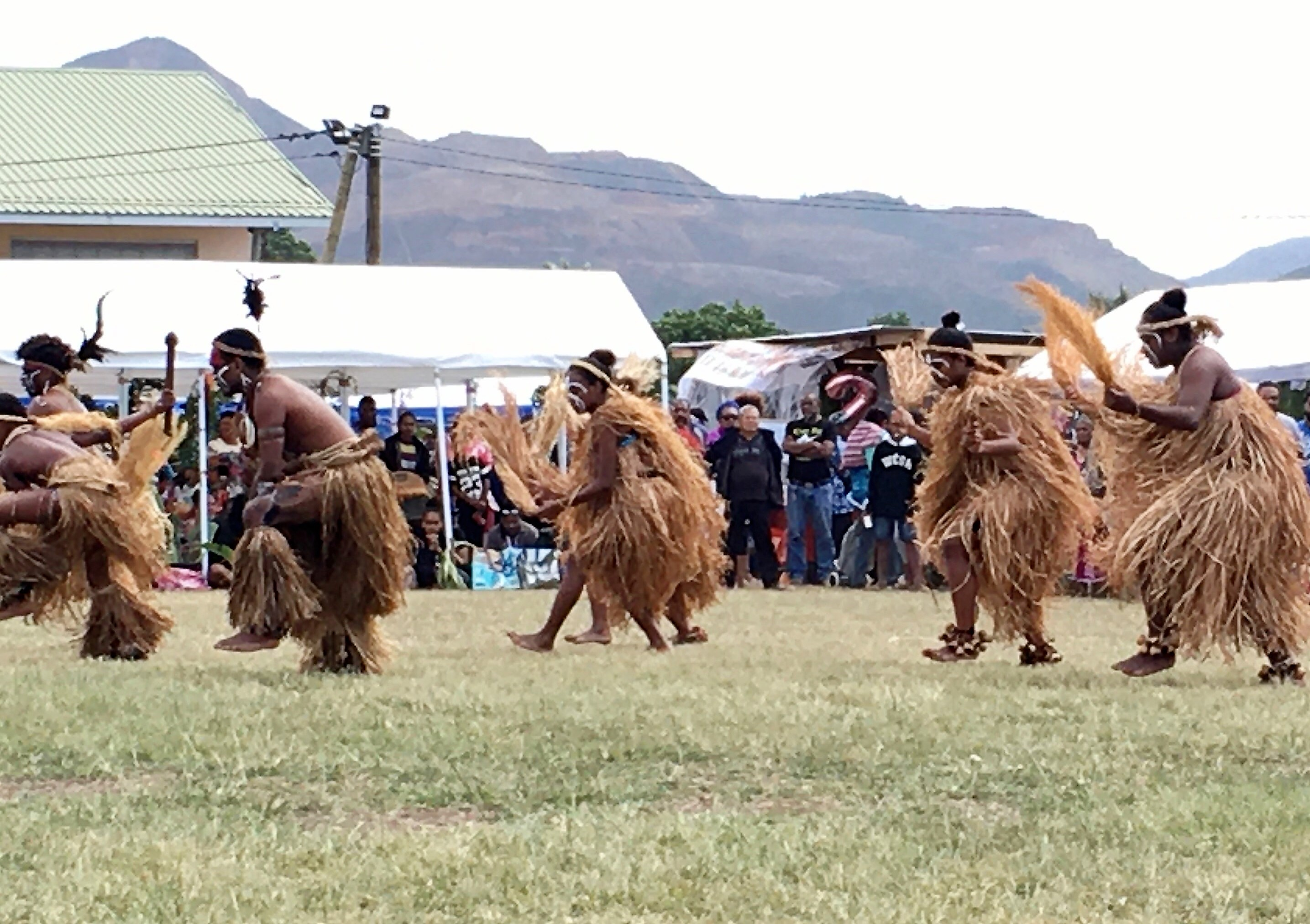
Danses traditionnelles kanak à Canala

- Le pilou, pratiqué lors des cérémonies d’échanges qui ont lieu pour les naissances, les mariages et les funérailles. Ces fêtes sont l’occasion de danser et de chanter de longs poèmes sur des rythmes haletants scandés par des bambous creux frappés sur le sol.
- Le bua
- Le buatadata
- L'ayoii
- L'ae-ae
- Le tchap
- Le kaneka, depuis 1978,

Émission de Radio Djiido intitulée Histoire de la musique contemporaine kanak depuis 1960 (novembre 2005).
- Gurejele, groupe contemporain kanak

Les danses kanak traditionnelles sont assez variées.

### Cuisine kanak

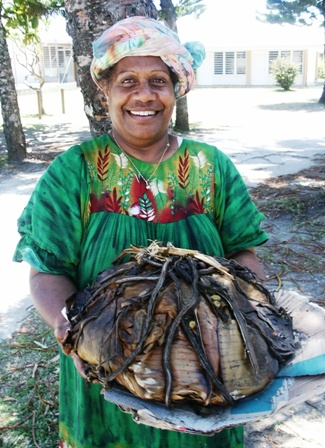
Femme kanak avec le bougna, plat traditionnel.

La cuisine kanak traditionnelle est une cuisine mélanésienne, donc océanienne.

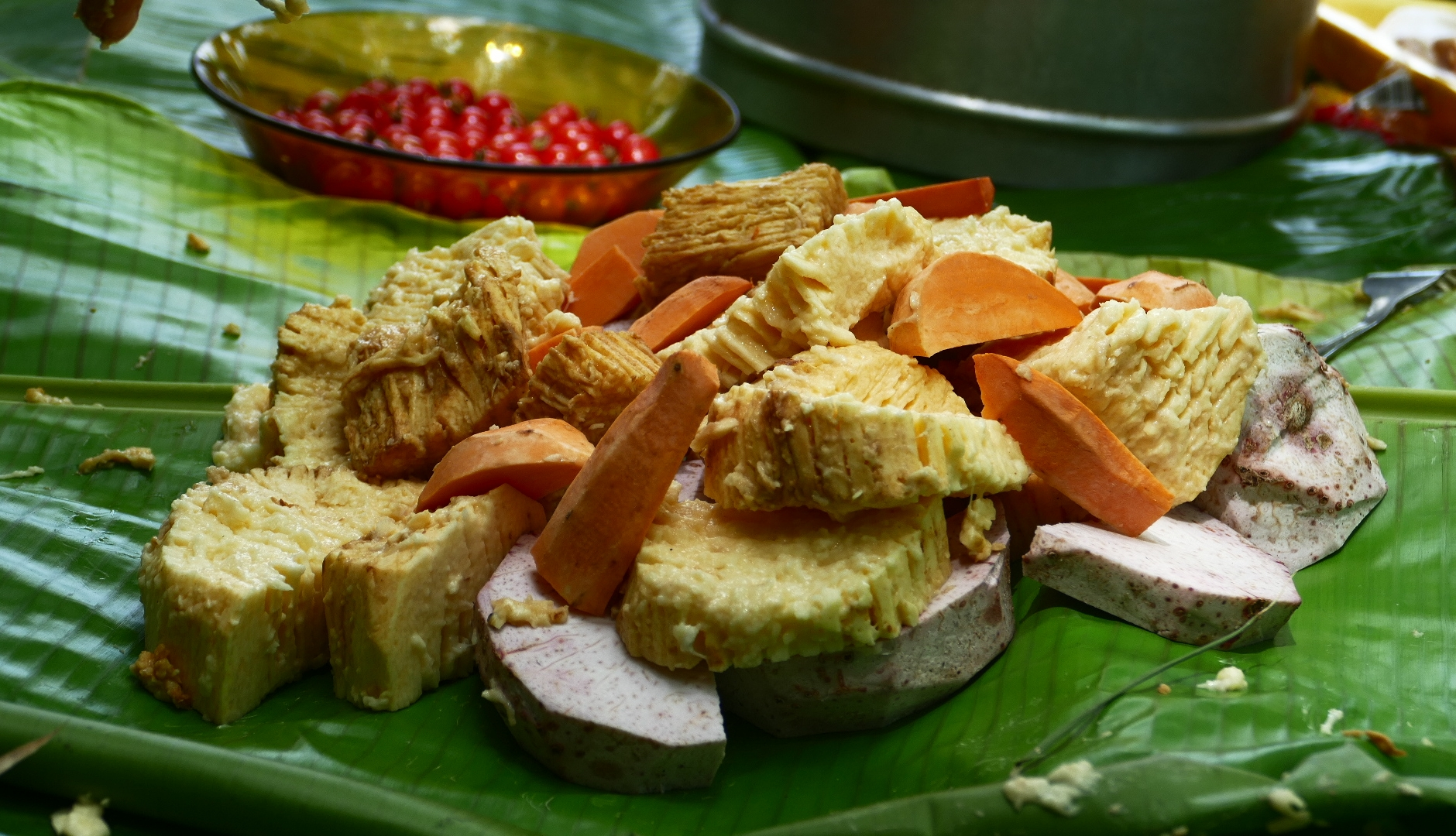
Préparation du bougna à Poindimié

Le bougna, à base de légumes traditionnels et de lait de coco, est le plat emblématique de la cuisine traditionnelle mélanésienne. Suivant les lieux et les saisons, les viandes, poissons ou fruits de mer utilisés varient en fonction de leurs disponibilité. Placé dans un panier de feuilles de bananier le mélange est cuit à l'étouffé dans le four kanak : dans un trou est disposé un lit de pierres chauffées à blanc, puis le (ou les) bougna(s). Suivant les régions le four est recouvert ensuite de terre ou de peaux de niaoulis. Le bougna est un plat de fête et n'est pas l'ordinaire traditionnel de la famille kanak.
L'ordinaire était plutôt composé de légumes bouillis, de fruits, viandes ou poissons grillés. Le ver de bancoule reste un mets assez « folklorique » rarement préparé hors des foires destinées aux touristes. Peut être, au même titre que la sauterelle, constituait-il un plat de substitution facile à trouver loin de son foyer.

### Vêtement kanak

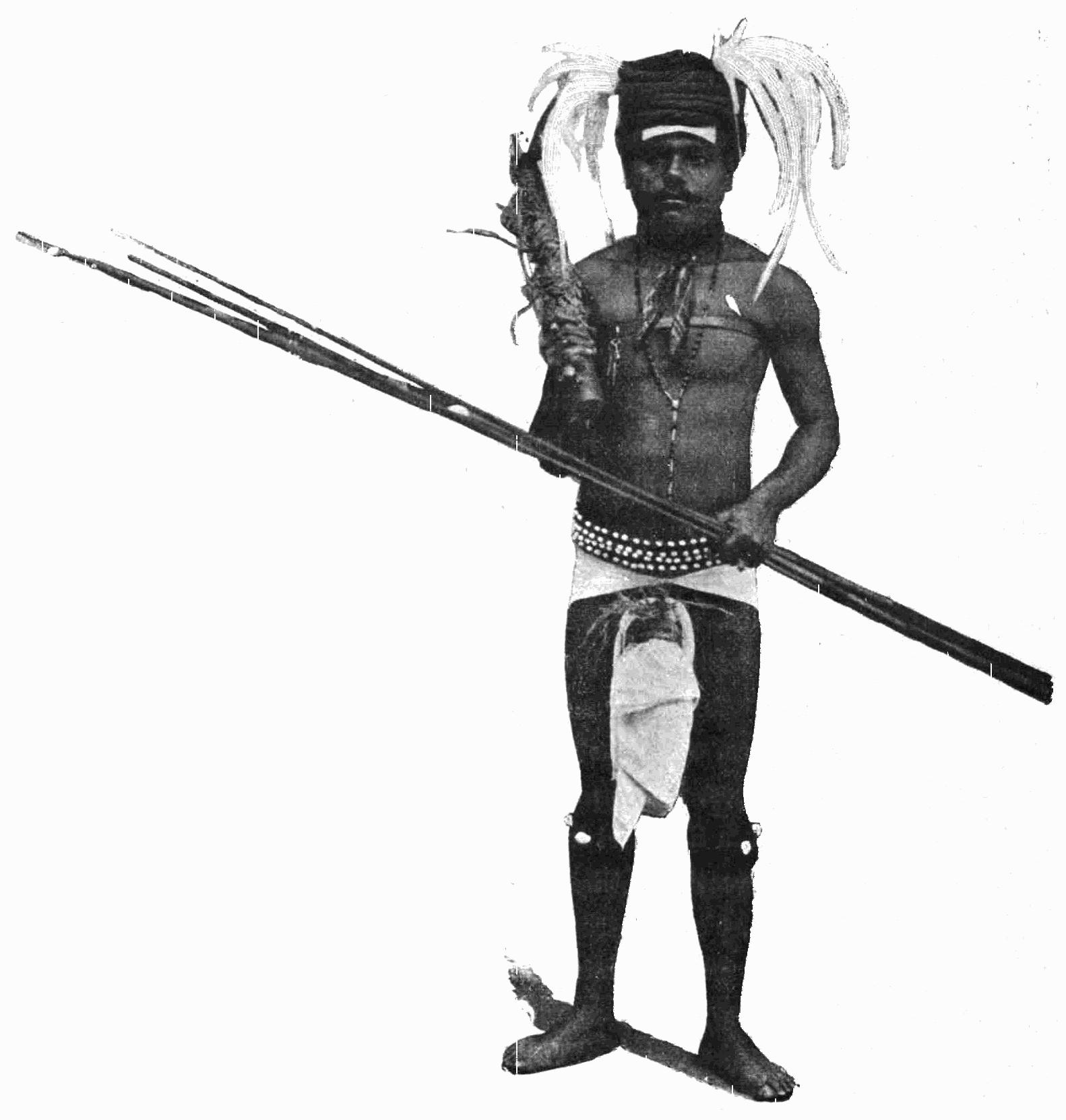
Kanak en costume de fête, dans Élisée Reclus, L'Homme et la Terre, 1905.

Le vêtement kanak a beaucoup évolué de 1774 à 1950. Après les événements des années 1980, une réhabilitation du vêtement traditionnel est observable, pour les grandes occasions. Dans la vie courante, dans le Grand-Nouméa comme en brousse, les gens sont habillés à l'occidentale, robe mission comprise. De nombreux magasins affichent : tenue correcte exigée, chaussures obligatoires.
Parmi les tissus, étoffes végétales, matériaux des vêtements :
- le tapa, étoffe végétale d'écorce battue[86], plutôt fabriquée par les hommes (en Mélanésie) ;
- le balassor (awa, nêpwîrî), tissu issu de l'écorce (papyrifère) battue des racines aériennes du banian.

Les femmes portaient généralement une jupe courte, sisi, faite de fibres végétales, de banian ou de bourao, enfilées sur des cordelettes, sur plusieurs épaisseurs, souvent teinte en marron, rouge, noir, blanc. Les autres éléments décoratifs étaient plutôt réservés aux grandes occasions. Le manou, ou paréo, bande de tissu nouée aux hanches, apparaît avec les missionnaires. La robe mission ou robe popinée, longue, ample, sans décolleté, pudique, apparaît plus tard, imposée par les missionnaires.
Les hommes portaient un étui pénien, ou bagayou, en fine paille tressée, à extrémité reliée à la ceinture par une cordelette. Les missionnaires imposent son remplacement par le pagne, manou.
Les notables portaient, en représentation, le tidi, un cylindre de vannerie, coiffe nattée, orné de plumes, entouré de bandeau à incrustation de pierreries.
Pour certaines occasions, les hommes se maquillent le corps avec de la poudre noire (champignon baru) et le visage avec du charbon (arbrisseau rhé).
Avec l'arrivée des technologies occidentales, les Mélanésiens abandonnent certaines techniques traditionnelles, dont la poterie (au profit des marmites en fonte) et le tapa (au profit des étoffes), ce qui contribue à diminuer le statut social des femmes mélanésiennes.

### Médecine traditionnelle
La médecine traditionnelle est réalisée par des tradipraticiens reconnus par la communauté. La maladie a parfois une origine magique, malveillante, de sorcellerie : il faut utiliser les esprits et les démons pour confectionner et administrer des médicaments. Plutôt efficace en petite médecine, elle se révèle vite incapable de gérer des maladies inconnues, de grande médecine (Hnawia, 1990). Elle fait grand usage des plantes,.
La purge à l'eau de mer est utilisée. La chirurgie existe : réduction orthopédique des luxations et fractures, scarifications, trépanations. Une forme de circoncision a été longtemps pratiquée. La saignée est pratiquée. La scarification est pratiquée, avec des coquillages tranchants, à des fins davantage esthétiques ou coutumières. On pratique également, comme dans d'autres cultures, la suppression des vieillards, le contrôle des naissances par infanticide (abandon de nouveau-nés ou avortement, par potion abortive).[réf. nécessaire]

### Jeux kanak
La revue Kaan Falik (boutures de parole) ou Les Documents du Bureau du Patrimoine Culturel, consacre son No 4 (décembre 2004) à un élément patrimonial, les Jeux et jouets traditionnel (Aire coutumière Hoot ma Waap) :
- balle (végétale) ;
- glissade sur feuille ;
- moulin à vent ;
- cheval de noix de coco, de feuille de bananier, de bambou ;
- fusil de feuille de bananier, de bambou ;
- flèche de roseau ;
- voiture de bobine de ficelle, de jante de vélo, de coco, d'érythrine, d'orange ;
- loup ;
- échasses ;
- saut à la corde ;
- corde à tirer ;
- attraper des cigales ;
- piéger des oiseaux ;
- course au but, course-poursuite ;
- se regarder sans rire, danser sans rire ;
- raconter des contes ;
- toupie de bancoulier ;
- souffler dans une feuille d'herbe à buffles, de papayer, d'herbe de montagne, dans une tige de laurier ;
- faire des ricochets ;
- cache-cache ;
- devinettes ;
- fronde, lance-pierre, fouet, sarbacane ;
- billes.

## Kanak célèbres

### Personnages historiques et politiques

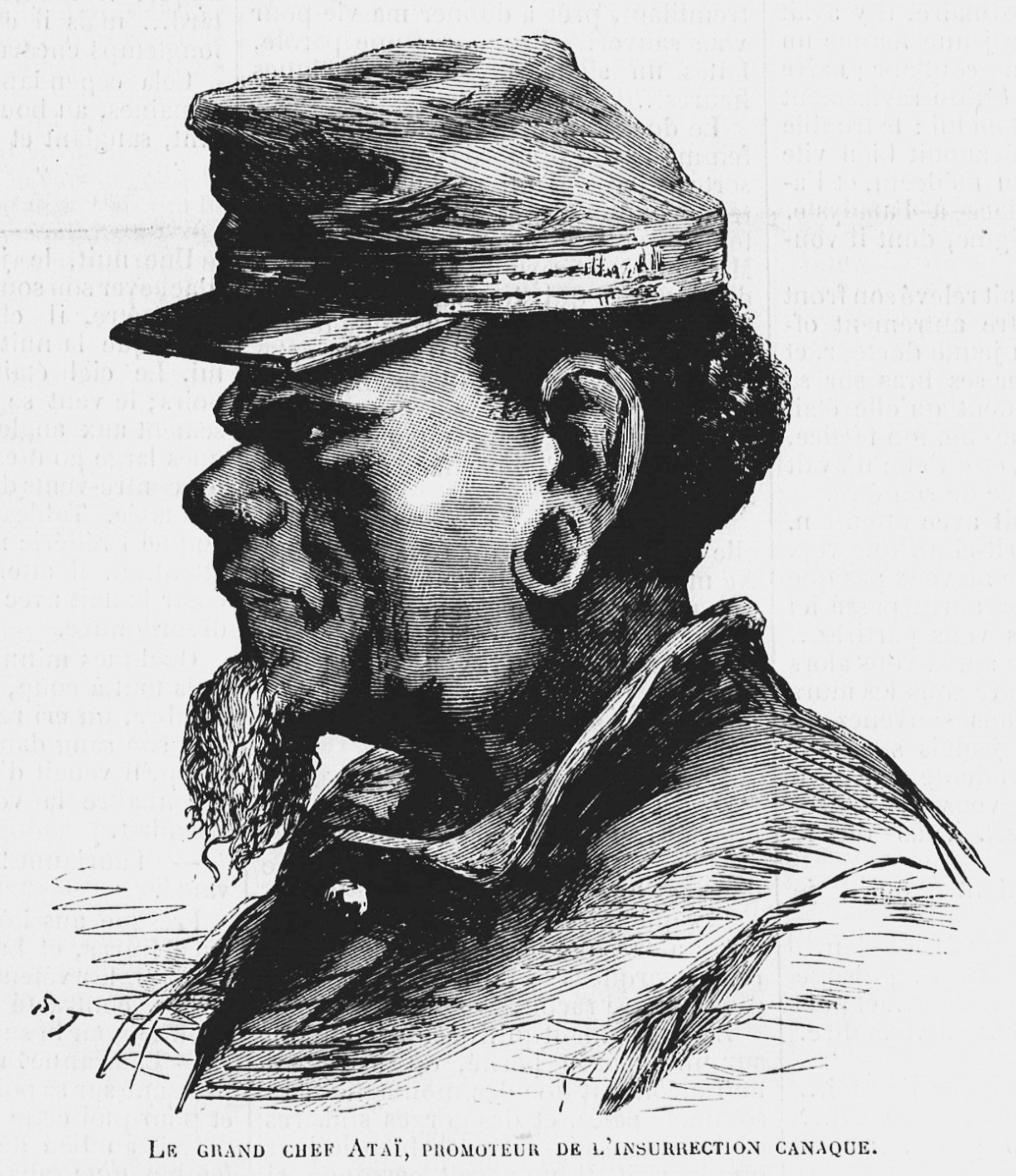
Portrait du chef Ataï paru en première page du journal Le Voleur, le 4 octobre 1878.

- Ataï : chef qui a pris la tête de l'insurrection de 1878, la plus importante à avoir eu lieu contre les colons européens.
- Jean-Marie Tjibaou : dirigeant fondateur du Front de libération nationale kanak et socialiste (FLNKS) qui a théorisé l'idée d'identité kanak et le principe d'indépendance kanak socialiste, vice-président du conseil de gouvernement de 1982 à 1984, président du conseil de la Région Nord de 1985 à 1988, président de l'Union calédonienne (UC) de 1986 à 1989, assassiné en 1989.
- Jacques Iekawé : haut fonctionnaire, collaborateur de Jean-Marie Tjibaou, premier néo-calédonien (et mélanésien) à être nommé préfet, secrétaire général de la Nouvelle-Calédonie de 1988 à 1990, puis préfet délégué pour la coopération régionale et le développement économique de 1990 à 1992, élu secrétaire général de la Commission du Pacifique Sud (CPS) en 1991, il décède avant d'entrer en fonction en 1992.
- Éloi Machoro : figure du FLNKS et de l'activisme indépendantiste dans les années 1980, tué lors d'une opération de gendarmerie visant à libérer l'habitation d'un Européen, près de Canala, que Machoro et d'autres militants kanak occupaient.
- Yeiwéné Yeiwéné : figure du FLNKS et de l'UC, président du conseil de la Région des Îles Loyauté de 1985 à 1988, assassiné en 1989.
- Dick Ukeiwé : loyaliste, figure du RPCR, président de l'exécutif local pendant les Évènements des années 1980, sénateur de 1983 à 1992 et député européen de 1989 à 1994.
- Rock Pidjot : autonomiste puis indépendantiste, président fondateur de l'Union calédonienne, député de la Nouvelle-Calédonie de 1964 à 1986 et à ce titre premier parlementaire kanak.
- Nidoïsh Naisseline : indépendantiste, grand-chef du district de Guahma à Maré, chef de file et fondateur des Foulards rouges, du Parti de libération kanak (Palika) puis du mouvement Libération kanak socialiste (LKS), président de l'Assemblée de la Province des îles Loyauté de 1995 à 1999.
- Maurice Nénou : loyaliste, figure du RPCR, député de 1986 à sa mort en 1996.
- Léopold Jorédié : indépendantiste, figure du FLNKS et de l'Union calédonienne puis principal dirigeant de la FCCI, président de l'Assemblée de la Province Nord de 1989 à 1999, vice-président du gouvernement de la Nouvelle-Calédonie de 1999 à 2001.
- Paul Néaoutyine : indépendantiste, président du FLNKS de 1990 à 1995, chef de file de l'Union nationale pour l'indépendance (UNI) et du Palika, président de l'Assemblée de la Province Nord depuis 1999, signataire de l'accord de Nouméa.
- Victor Tutugoro : indépendantiste, principale figure de l'UPM depuis 1997, porte-parole du bureau politique du FLNKS de 2001 à 2010, président du Groupe mélanésien Fer de lance (GMFL) de 2013 à 2015, signataire de l'accord de Nouméa.

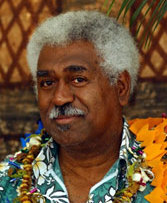
Rock Wamytan en 2013.

- Rock Wamytan : indépendantiste, président du FLNKS de 1995 à 2001 et de l'Union calédonienne de 1999 à 2001, président du Congrès de la Nouvelle-Calédonie en 2011, de 2011 à 2012, de 2013 à 2014 et de 2019 à 2024, signataire de l'accord de Nouméa.
- Pascal Naouna : indépendantiste, président de l'Union calédonienne de 2001 à 2004.
- Charles Pidjot : indépendantiste, neveu de Rock Pidjot et frère de Raphaël Pidjot, président de l'Union calédonienne de 2007 à son décès en 2012, signataire de l'accord de Nouméa.
- Simon Loueckhote : loyaliste, figure du RPCR puis du RPC, du LMD et finalement des Républicains calédoniens, président du Congrès de 1989 à 1995 et de 1998 à 2004, sénateur de 1992 à 2011, signataire de l'accord de Nouméa.

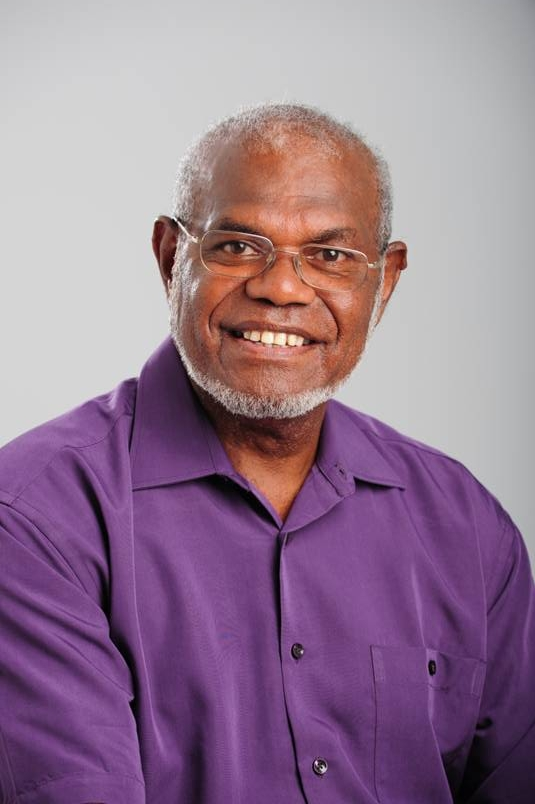
Maurice Ponga en 2009.

- Maurice Ponga : loyaliste, membre du parti Rassemblement, député européen de 2009 à 2019.
- Hilarion Vendégou : non-indépendantiste, membre du Rassemblement, grand-chef de l'Île des Pins, maire de l'Île des Pins de 1989 à 2014 et de 2015 à 2020, sénateur de 2011 à 2017.
- Gérard Poadja : loyaliste, membre du Rassemblement puis de Calédonie ensemble, président du Congrès de 2012 à 2013, sénateur de 2017 à 2023.
- Daniel Goa : indépendantiste, président de l'Union calédonienne depuis 2012.
- Néko Hnepeune : indépendantiste, frère de Samuel Hnepeune, membre du FLNKS et vice-président de l'Union calédonienne depuis 2004, président de l'Assemblée de la Province des îles Loyauté de 2004 à 2019, maire de Lifou de 2001 à 2014.
- Robert Xowie : indépendantiste, membre du FLNKS et de l'Union calédonienne, président de l'Assemblée de la Province des îles Loyauté de 1999 à 2004, maire de Lifou de 1995 à 2001 et de 2014 à 2023, sénateur depuis 2023.
- Pierre Ngaiohni : indépendantiste, membre du FLNKS et de l'Union calédonienne, vice-président du gouvernement de la Nouvelle-Calédonie de 2009 à 2011, maire de Maré de 2014 à 2020.
- Gilbert Tyuienon : indépendantiste, membre du FLNKS et de l'Union calédonienne, vice-président du gouvernement de la Nouvelle-Calédonie de 2011 à 2014 et de 2019 à 2021.

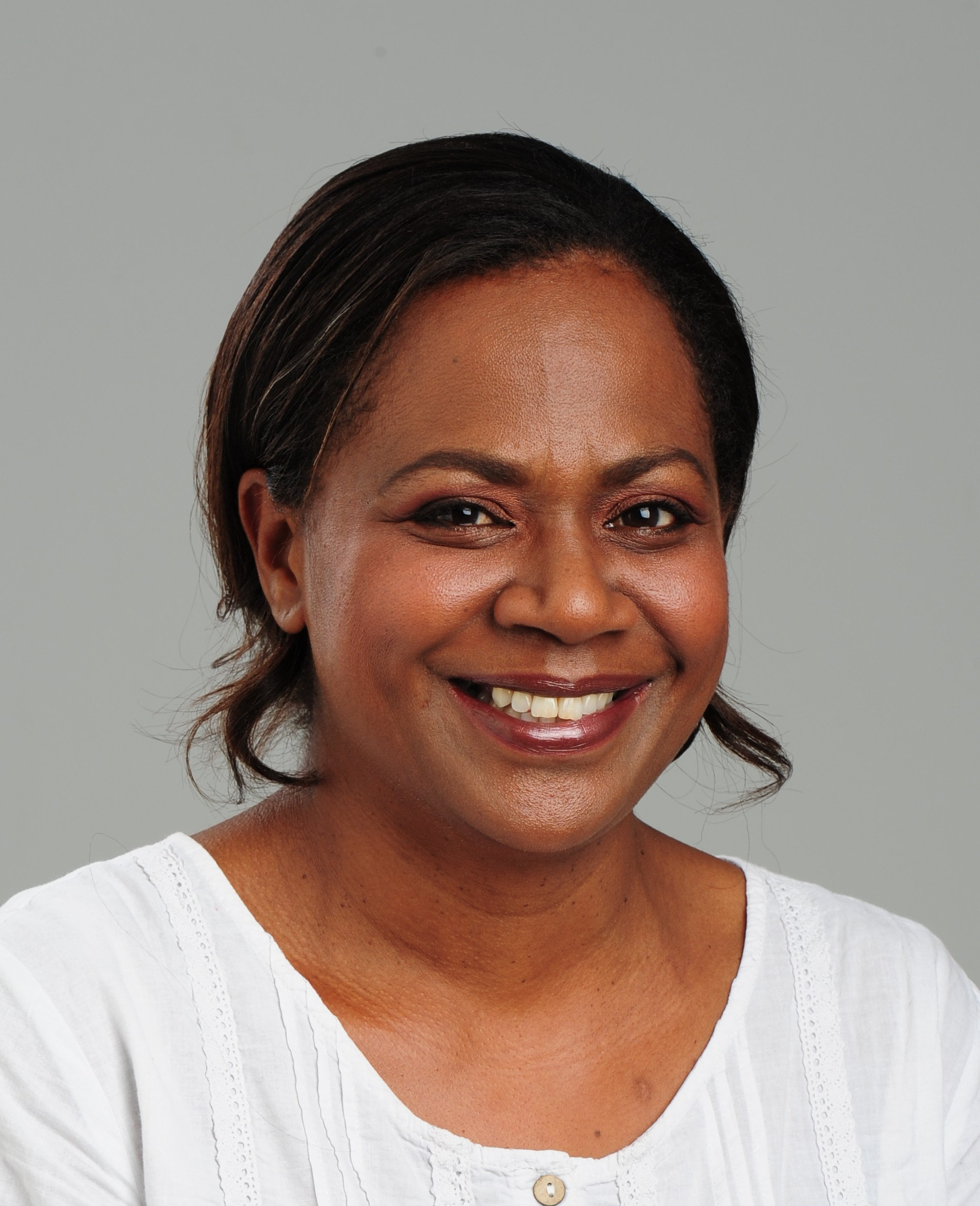
Hélène Iekawé en 2012.

- Hélène Iekawé : loyaliste, membre de Calédonie ensemble, membre du gouvernement de la Nouvelle-Calédonie de 2011 à 2014 et de 2015 à 2019, conseillère municipale d'opposition de Dumbéa de 2014 à 2020.
- Jacques Lalié : indépendantiste, membre du LKS puis du FLNKS-UC et finalement président fondateur depuis 2014 d'Unir et Construire dans le Renouveau (UC Renouveau), président de l'Assemblée de la Province des îles Loyauté de 2019 à 2024.
- Louis Mapou : indépendantiste, membre du FLNKS et de l'UNI-Palika, président du gouvernement de la Nouvelle-Calédonie de 2021 à 2025.
- Emmanuel Tjibaou : indépendantiste, fils de Jean-Marie Tjibaou et Marie-Claude Tjibaou, membre du FLNKS et président de l'UC depuis 2024, député depuis 2024.
- Mathias Waneux : indépendantiste, membre du FLNKS et de l'UC, président de l'Assemblée de la Province des îles Loyauté depuis 2024.
- Alcide Ponga : loyaliste, président du Rassemblement depuis 2022, président du gouvernement de la Nouvelle-Calédonie depuis 2025.

### Chefs d'entreprises
- Louis Kotra Uregei (1951-2022) : dit LKU ou Loulou, chef d'entreprises (aconage, manutention portuaire, transport maritime), syndicaliste (fondateur de l'USTKE) et homme politique indépendantiste (président fondateur du Parti travailliste).
- Wilfried Maï (1961-2024) : rouleur sur mine, « petit mineur » et chef d'entreprise (Mai Kouaoua Mines MKM, président du Syndicat des industries de la mine SIM de 2013 à 2024), également militant indépendantiste de l'UC.
- Raphaël Pidjot (1960-2000) : neveu du député Rock Pidjot et frère de Charles Pidjot, chef d'entreprise, P-DG de la SMSP (1990-2000), également militant de l'Union calédonienne et du FLNKS, signataire des accords d'Oudinot (1988), une rue du quartier de Kaméré à Nouméa porte son nom.
- Samuel Hnepeune : fonctionnaire et administrateur de sociétés, frère de Néko Hnepeune, P-DG de la compagnie Air Calédonie (président depuis 2012, P-DG depuis 2013), président du MEDEF-NC (de 2020 à 2021) puis membre Union calédonienne du gouvernement de la Nouvelle-Calédonie (démissionnaire en 2021 et depuis 2025).
- Dominique Katrawa : administrateur de sociétés, président de la Société Le Nickel depuis 2017.

### Religieux
- Roch Apikaoua : vicaire général de l'archidiocèse de Nouméa.

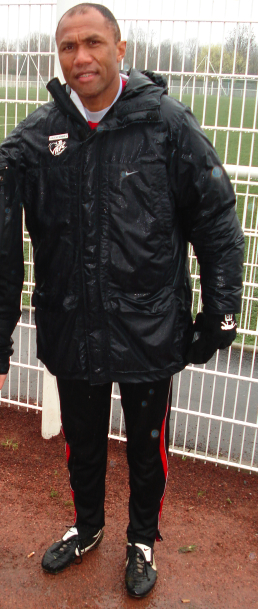
Le joueur puis entraîneur de football Antoine Kombouaré.

### Sportifs
- Christian Karembeu (1970-) : footballeur, champion du monde 1998 et champion d'Europe 2000 avec l'équipe de France.
- Antoine Kombouaré (1963-) : joueur puis entraîneur de football, pour le RC Strasbourg de 2003 à octobre 2004 puis pour le Valenciennes FC de 2005 à 2009 et de juin 2009 a décembre 2011 du Paris SG, Valenciennes a, sous sa direction, remporté le championnat de France L2 2006, ce qui lui a valu de recevoir le Trophée UNFP du meilleur entraîneur de Ligue 2.
- Jacques Zimako (1951-2021) : footballeur, premier Kanak à avoir joué en équipe de France (13 sélections de juin 1977 à novembre 1981 pour deux buts, il a participé à la qualification des Bleus pour le Mondial 1982).
- Wanaro N'Godrella (1949-2016) : joueur de tennis, quart-de-finaliste de l'Open d'Australie en 1973 puis huitième de finaliste du même tournoi en 1974, membre de l'équipe de France pour la Coupe Davis en 1973 et 1974.
- Charles Baou (1966-) : boxeur, champion du monde de poids welters de la WBF de 2000 à 2002.
- Yann Hnautra (1973-) : membre de la troupe de parkour des Yamakasi.
- Paul Poaniewa (1953-) : recordman de France du saut en hauteur de 1973 à 1981.
- Sport en Nouvelle-Calédonie

### Écrivains, auteurs

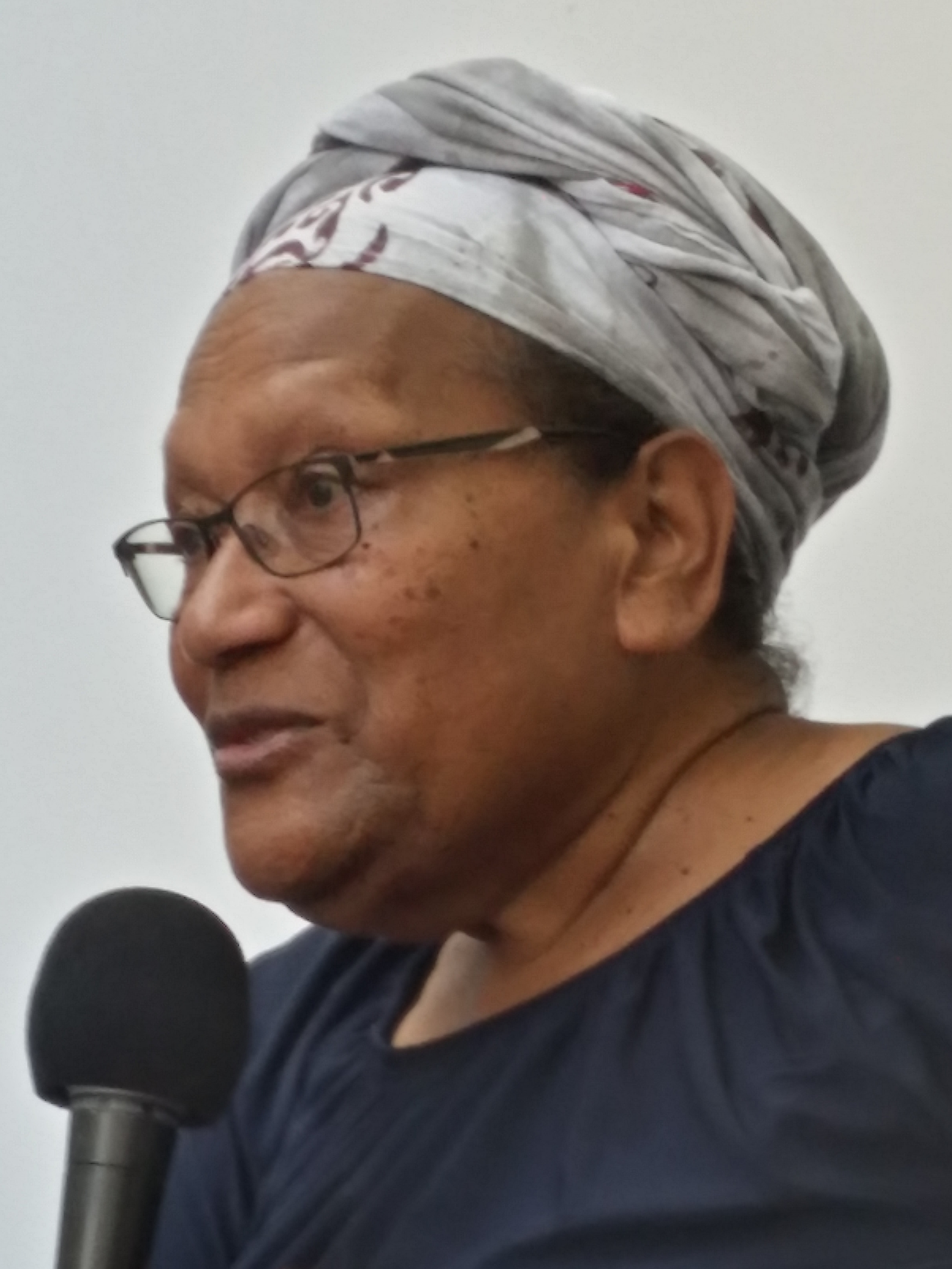
L'auteure et femme politique Déwé Gorodey.

- Déwé Gorodey : l'une des auteures néo-calédoniennes les plus prolifiques de ces trente dernières années, ayant édité plusieurs recueils de poésie et de nouvelles (traduites ensuite en anglais pour être diffusées et étudiées dans le monde anglophone) et d'un roman, L'Épave, en 2005 : son œuvre est fortement marquée par la tradition, les contes, les récits kanak, et est particulièrement engagée non seulement dans la défense de la culture et de l'identité mélanésienne, mais aussi pour le développement de la femme kanak et la lutte contre les abus qu'elle peut endurer au quotidien. Déwé Gorodey est aussi une femme politique indépendantiste et féministe de la première heure, vice-présidente du gouvernement de 2001 à 2009 et chargée en son sein de la culture de 1999 à 2019.
- Pierre Gope : dramaturge, poète et metteur en scène, il utilise les mythes et les légendes kanak pour critiquer la société calédonienne actuelle, notamment en mettant en garde contre les pertes de valeurs chez les Mélanésiens.
- Denis Pourawa : poète, conteur, musicien et auteur pour enfants, il s'inspire essentiellement du choc des cultures et du rapport entre pensées kanak et occidentales.
- Paul Wamo : jeune poète, qui envisage l'écriture avant tout comme le moyen de se libérer de sa condition.

### Chercheurs, scientifiques
- Léonard Sam : linguiste spécialisé sur le drehu, diplômé de l'Institut national des langues et civilisations orientales (INALCO), des universités Sorbonne-Nouvelle-Paris III et Paris-Descartes, docteur de l'université de la Nouvelle-Calédonie où il enseigne en tant que maître de conférences, membre du conseil scientifique et linguiste de référence drehu de l'Académie des langues kanak. Également homme politique non-indépendantiste, militant de Calédonie ensemble, membre de l'Assemblée de la Province Sud depuis 2009 et élu au Congrès de la Nouvelle-Calédonie (qu'il a présidé par intérim en 2011) de 2009 à 2014 et depuis 2016, conseiller municipal d'opposition du Mont-Dore depuis 2014.
- Charles Washetine : sociologue de l'éducation spécialisé dans l'éducation et la formation professionnelle des Mélanésiens, diplômé d'études approfondies (DEA) de l'université Michel de Montaigne - Bordeaux 3, ancien chercheur de l'Office de la recherche scientifique et technique outre-mer (ORSTOM). Également homme politique indépendantiste, militant du FLNKS et porte-parole du Palika, élu de l'Assemblée de la Province des îles Loyauté et du Congrès de la Nouvelle-Calédonie de 1999 à 2004 et depuis 2014, membre du gouvernement de la Nouvelle-Calédonie chargé de l'Enseignement et des Questions relatives à la recherche de 2004 à 2009.
- Édouard Hnawia : ethnopharmacologue et phytochimiste spécialisé dans l'étude et le traitement des matières premières végétales utilisées dans la médecine et la pharmacologie traditionnelles kanak, docteur de l'Institut national polytechnique de Toulouse (INPT), premier Kanak à enseigner à l'université (depuis 1990), maître de conférences habilité à diriger des recherches (HDR) en chimie à l'université de la Nouvelle-Calédonie.
- Samuel Gorohouna : économiste spécialisé dans l'étude des inégalités ethniques, des discriminations salariales, des inégalités scolaires et de l'intégration des populations autochtones dans l'économie de marché, diplômé de l'université d'Hawaï, docteur de l'université Paris-I-Panthéon-Sorbonne, maître de conférences à l'université de la Nouvelle-Calédonie.
- Magulué Paul Fizin : historien contemporanéiste, spécialiste de l'évangélisation et des rapports entre Européens et populations autochtones en Mélanésie au XIXe siècle, docteur de l'université Michel de Montaigne - Bordeaux 3, consultant « jeunesse kanak » auprès du Sénat coutumier (pour l'organisation du IIIe Congrès de la Jeunesse kanak et du Livre blanc pour la jeunesse kanak), chargé de mission au vice-rectorat de la Nouvelle-Calédonie pour les langues et la culture kanak.
- Eddy Wadrawane : chercheur en sciences de l'éducation, spécialisé en anthropologie de l'éducation et dans les rapports entre l'école et les populations kanak, docteur de l'université Bordeaux-II, enseignant et formateur à l'École supérieure du professorat et de l'éducation (ESPE) de l'université de la Nouvelle-Calédonie.
- Emmanuel Kasarhérou : historien et conservateur de musées, président du musée du Quai Branly - Jacques-Chirac depuis 2020.
- Autres :
  - Université de la Nouvelle-Calédonie
  - Science et recherche en Nouvelle-Calédonie
  - Sciences en Nouvelle-Calédonie : quelques noms

### Journalistes
- Joseph Caihe (1950-2021) : animateur du festival Mélanésia 2000 en 1975, journaliste, animateur et cadre à la télévision locale de 1976 à 2015, premier présentateur kanak du journal télévisé de la chaîne.
- Wallès Kotra : journaliste audiovisuel à RFO puis Outre-Mer première, directeur régional de RFO Nouvelle-Calédonie de 1995 à 1998 puis de Nouvelle-Calédonie 1re depuis 2011, ancien directeur régional de RFO Polynésie de 2002 à 2004, ancien directeur de l'antenne de France Ô de 2007 à 2011, auteur de plusieurs documentaires et ouvrages.
- Georgette Pidjot (1949-2010) : speakerine puis cadre de production à la télévision locale de 1966 à 2010.
- Nicole Waïa (1953-2013) : journaliste et animatrice sur la station radiophonique indépendantiste Radio Djiido de 1987 à 1999, puis femme politique indépendantiste à l'Union calédonienne.
- Thérèse Waïa : speakerine, journaliste, présentatrice de journaux télévisés et animatrice sur Nouvelle-Calédonie 1re et les chaînes qui l'ont précédée depuis les années 1980.
- Nadine Goapana : journaliste et animatrice, présentatrice régulière des journaux télévisés de 19 h 30 en semaine sur Nouvelle-Calédonie 1re.
- Dave Waheo-Hnasson : journaliste et animateur, présentateur du journal télévisé de 19 h 30 sur Nouvelle-Calédonie 1re.

### Comédiens, acteurs, animateurs
- Marielle Karabeu : animatrice pour Tazar puis actrice dans la série O.P.J.

### Juristes
- Fote Trolue est le premier Kanak à accéder à la magistrature.
- Lisa Kibangui est la première métisse calédonienne à devenir magistrate.

### Personnages de fiction
- Gocéné, le héros du livre Cannibale de Didier Daeninckx.
- Dédé, l' « indigène autochtone mélanésien, canaque, kanak » de la bande dessinée humoristique locale La Brousse en folie de Bernard Berger, meilleur ami de Tonton Marcel, l'éleveur caldoche, et de Tathan, le commerçant asiatique.
- César, le policier de la série télévisée humoristique locale Chez Nadette.
- Aglaé et Sidonie, deux amies mélanésiennes qui, tous les jours, croquent, dans une courte bande dessinée de trois cases signées « Gielbé », l'actualité avec humour dans Les Nouvelles calédoniennes.
- Dilili, petite fille kanak, héroïne du film de Michel Ocelot : Dilili à Paris. Dans le Paris de la Belle Époque, elle mène une enquête sur des enlèvements mystérieux de fillettes.
- Kelly Kwaté, brigadière qui est l'un des personnages principaux de la série O.P.J.
- Tchia, héroïne et personnage jouable du jeu vidéo éponyme.